# Liste bekannter Weinheimer Corpsstudenten
In dieser Liste sind Personen erfasst, die heutigen, erloschenen oder ehemaligen Weinheimer Corps angehört haben oder angehören.
Die Aufstellung erfolgt nach Corps, so dass Mehrbänderleute entsprechend bei allen ihren Corps aufgeführt sind. Dabei werden entsprechend den Gepflogenheiten im Weinheimer Senioren-Convent die weiteren Corpszugehörigkeiten mit den Zusätzen v. für vorher und n. für nachher versehen, um die zeitliche Folge des Erwerbs der Mitgliedschaft darzustellen.
Corps, die durch Fusion in anderen Corps aufgegangen sind, sind unter diesen aufgeführt. Bei der Einordnung der Personen wurde immer die zu Lebzeiten letzte Corpszugehörigkeit zugrunde gelegt.

## Corps Agronomia Hallensis zu Göttingen
- Julius Kühn (1825–1910), Professor für Landwirtschaft an der Universität Halle, Begründer und Gestalter des Universitätsstudiums der Agrarwissenschaften in Deutschland
- Ferdinand von Lochow (1849–1924), Landwirt, Pionier der pflanzlichen Zuchtarbeit (Petkuser Roggen), Vorkämpfer der Dünnsaat, Förderer systematischer Leistungsprüfungen in der Viehzucht
- August von Mackensen (1849–1945), preußischer Generalfeldmarschall
- Werner Schulze (1890–1993), Professor der Agrarwissenschaften, Mitbegründer der Bundesforschungsanstalt für Landwirtschaft in Braunschweig-Völkenrode
- Emil Woermann (1899–1980), Agrarökonom, Professor für Landwirtschaftliche Betriebslehre an der Technischen Hochschule Danzig, der Universität Halle und der Universität Göttingen, Rektor der Universität Halle und der Universität Göttingen

## Corps Alemannia Karlsruhe
- Carl-Friedrich Böninger (1883–1953), Generaldirektor der Vereinigten Kugellagerfabriken AG
- Valentin Gerlach (1858–1957), Hygieniker und Nahrungsmittelchemiker, n. Corps Hercynia München (KSCV)
- Ricardo García Granados (1851–1930), mexikanischer Botschafter in San Salvador und Kuba, Politiker, Ingenieur und Schriftsteller, n. Corps Marko-Guestphalia
- Otto Jagenberg (1861–1937), Solinger Papierindustrieller
- Heinrich Klostermann (1868–1953), Ingenieur, Vorstandsmitglied der Bergbau- und Hütten-AG Friedrichshütte
- Julius Roßhirt (1854–1908), badischer Wasserbauingenieur
- Rudolf Wohlleben (* 1936), Ingenieurwissenschaftler, Schriftsteller und Studentenhistoriker, n. Corps Markomannia Bonn, Corps Franconia Berlin zu Kaiserslautern, Corps Franco-Guestphalia Köln

### Corps Macaro-Visurgia Hannover
- Gustav von Cube (1873–1931), Architekt
- Martin Dülfer (1859–1942), Architekt, Vertreter des Historismus und der deutschen Jugendstil-Architektur, Professor für das Entwerfen von Hochbauten, Rektor der Technischen Hochschule Dresden (Visurgia Hannover)
- Oskar Grupe (1878–1940), preußischer Landesgeologe
- Ernst Jänecke (1875–1957), Professor der Physikalischen Chemie
- Louis Jänecke (1878–1960), Professor für Eisenbahnwesen
- Georg Lockemann (1871–1959), Chemiker
- Arnold Nöldeke (1875–1964), Architekt, Bauforscher, Denkmalpfleger
- Fritz Wilhelm Emanuel Peters (1865–1932), Stadtbaurat und Stadtrat in Leipzig, Chef der städtischen Tiefbauverwaltung
- Wilhelm Riepe (1874–1955), Landmaschinenfabrikant, Vizepräsident des Senats der Freien Stadt Danzig (Macaria Hannover), n. Corps Baltica-Borussia Danzig
- Wolf Runge (1876–1945), Senator der Freien Stadt Danzig (Macaria Hannover), n. Corps Baltica Danzig
- Alfred Schau (1867–nach 1931), Bauingenieur, Direktor der Baugewerkschulen Nienburg und Essen
- Wilhelm Scheck (1877–nach 1931), President und General Manager der American Tungsten Consolidation Corporation, Vorsitzender des Grubenvorstands der Gewerkschaft Sankt Barbara, Geschäftsführer und später Aufsichtsratsvorsitzender Nord-West-Holz GmbH
- Gustav-Adolf Schlösser (1858–1941), Geheimer Bergrat, Leiter der Berginspektion am Habichtswald und Deister, Inhaber der Niederdeutschen Kohlengroßhandlung Adolf Schlösser
- Karl Semper (1832–1893), Naturforscher, Zoologe und Forschungsreisender, Hochschullehrer (Visurgia Hannover)
- Hans Stille (1876–1966), Professor der Geologie an den Universitäten Göttingen, Hannover und Berlin, Gründer und erster Direktor des Geotektonischen Instituts in Ost-Berlin, Vertreter der Kontraktionstheorie

## Corps Alemannia Kiel
- Ayyub Axel Köhler (* 1938), Geophysiker, Vorsitzender des Zentralrats der Muslime in Deutschland (2006–2010)
- Jens-Peter Koester (* 1942), Linguist, Professor der Angewandten Sprachwissenschaft und der Phonetik an der Universität Trier, n. Corps Marchia Brünn (KSCV)
- Andreas Lembke (1911–2002), Mikrobiologe, Direktor der Bundesanstalt für Milchforschung und des Instituts für Virusforschung und experimentelle Medizin in Sielbeck, Professor für Mikrobiologie, Virusforschung und Ernährungsphysiologie

### Corps Saxo-Borussia Berlin
- Walter Langhoff (1883–1944), Industrieller, Führer des Allgemeinen Deutschen Waffenrings

## Corps Alemannia München
- Josef Ahr (1867–1931), Professor für Agrikulturchemie, Ministerialdirektor im bayerischen Staatsministerium für Landwirtschaft und Arbeit
- Alfred Alzheimer (1875–1949), Landwirtschaftslehrer und Pflanzenzüchter
- Carl Ambros (1870–1932), Landwirtschaftslehrer und Tierzüchter
- Günther Bachthaler (1927–2007), Pflanzenbauwissenschaftler und Herbologe
- Georg Christmann (1874–1947), Pflanzenbauwissenschaftler, Direktor der Bayerischen Landesanstalt für Pflanzenbau und Pflanzenschutz
- Karl Hoefelmayr (1867–1940), Biotechnologe, Käsefabrikant, Gründer der Edelweiß-Milchwerke K. Hoefelmayr
- Michael Koch (* 1968), Professor für Informatik
- Carl Kraus (1851–1918), Professor für Pflanzenbau und Pflanzenzucht
- Viktor Mann (1890–1949), Familienbiograph der Familie Mann
- Karl Müller-Franken (1874–1927), Syndikus, Berliner Stadtverordneter, Mitglied des preußischen Landtages, n. Corps Saxonia-Berlin i. RSC
- Carl Proebst (1853–1939), Vorstand und Aufsichtsrat der Gabriel und Jos. Sedlmayr, Spaten-Franziskaner-Leistbräu AG
- Georg Weifert (1850–1937), serbisch-österreichischer Brauereibesitzer, dritter Gouverneur der Zentralbank des Königreichs Serbien, erster Gouverneur der Zentralbank des Königreichs der Serben, Kroaten und Slowenen, Begründer des modernen Bergbauwesens in Serbien
- Lothar Weinmiller (1897–1941), Geflügelzucht-Wissenschaftler

## Corps Alemannia-Thuringia zu Magdeburg
- Hans Reiner Böhm (1941–2024), Professor für Umwelt- und Raumplanung
- Wolfgang Bonte (1939–2000), Rechtsmediziner in Düsseldorf
- Rudolf Dempwolff (1919–1991), Bauingenieur
- Klaus DeParade (1938–2012), Energiemanager, Vorsitzender des Weinheimer Verbandes Alter Corpsstudenten, v. Corps Teutonia-Hercynia Braunschweig
- Walter Drechsel (1902–1977), Unternehmer, MdB
- Werner Hahmann (1883–1977), Maler und Graphiker
- Michael Kühne (* 1949), Physiker und Metrologe, Professor an der Universität Hannover, Direktor des Bureau International des Poids et Mesures in Sèvres, n. Corps Normannia Berlin (KSCV)

### Corps Alemannia Hannover
- Rudolf Hobohm (1859–1933), Ingenieur, kommissarischer Bürgermeister von Saarbrücken
- Adolf Prinzhorn (1847–1913), Direktor der Continental-Caoutchouc & Gutta-Perche Compagnie (heute Continental AG)
- Franz Trinks (1852–1931), Erfinder der ersten schreibenden Rechenmaschine
- Otto Friedrich Weinlig (1867–1932), Industrieller, Vorstand der Dillinger Hütte, n. Corps Teutonia-Hercynia Braunschweig

### Corps Thuringia Dresden
- Otto Colberg (1870–1952), Bauingenieur, Pionier des Stahlbetonbaus
- William Lossow (1852–1914), Dresdner Architekt des Historismus
- Adolph Nägel (1875–1939), Ingenieur, Professor für Kolbenmaschinen, Rektor der Technischen Hochschule Dresden
- Otto Oesterhelt (1883–1945), Professor für Geodäsie
- Robert Primavesi (1854–1926), österreichischer Unternehmer und Großgrundbesitzer, Abgeordneter zum Mährischen Landtag, Reichsratsabgeordneter, Mitglied der provisorischen Nationalversammlung Österreichs
- Wilhelm Thiele (1873–nach 1945), Architekt

## Corps Altsachsen Dresden
- Carl Theodor Albrecht (1843–1915), Erdvermessungsastronom
- Paul Assmann (1881–1967), Geologe
- Ernst Adolf Brauer (1851–1934), Professor für Maschinenbau
- Hans Görges (1859–1946), Physiker, Professor für Elektrotechnik und Rektor der Technischen Hochschule Dresden
- Enno Heidebroek (1876–1955), Maschinenbau-Ingenieur, Professor für Maschinenelemente, Getriebelehre und Kalkulation und Rektor der Technischen Hochschule Darmstadt, Professor für Maschinenkunde und Fördertechnik und Rektor der Technischen Hochschule Dresden
- Rudolph Hering (1847–1923), Begründer der modernen Umwelttechnik in den USA
- Hermann Klette (1847–1909), Architekt, königlich-sächsischer Oberbaurat von Dresden
- Hans Ludewig (1875–nach 1934), Vorstandsmitglied und technischer Direktor der Chemischen Fabrik v. Heyden
- Siegfried Meurer (1908–1997), Ingenieur für Verbrennungsmotore, Vorstand der MAN, Honorarprofessor an der RWTH Aachen
- Oscar Reuther (1880–1954), Bauforscher, n. Corps Franconia Dresden/Corps Saxo-Montania
- Hermann Immanuel Rietschel (1847–1914), Begründer der Heizungs- und Klimatechnik im Maschinenbau als Professor an der Technischen Hochschule Berlin, Rektor der Technischen Hochschule Berlin
- Carl Arthur Scheunert (1879–1957), Veterinär, Professor an der Tierärztlichen Hochschule Dresden, an der Landwirtschaftlichen Hochschule Berlin und an der Universität Leipzig, Präsident der Reichsanstalt für Vitaminprüfung und Vitaminforschung, Direktor des Instituts für Ernährung und Verpflegungswissenschaft in Potsdam-Rehbrücke, Begründer der Vitaminforschung in Deutschland (Gothia Dresden)
- Wolf Ekkehard Traebert (1932–2016), Professor für Technikdidaktik
- Heinz Ueberberg (1925–2015), Pathologe, Professor der Universität des Saarlandes in Homburg
- Carl von Wagner (1843–1907), Bauingenieur, Ingenieur der Eisenbahnstrecke durch den Isthmus von Tehuantepec
- Carl Zimmerer (1926–2001), Unternehmensmakler und Unternehmensberater

### Corps Gothia Dresden
- Walther Bolz (1901–1970), Veterinärchirurg, v. Cimbria Berlin
- Wilhelm Ellenberger (1848–1929), Professor für Veterinärmedizin an der Tierärztlichen Hochschule Dresden, Königlich Sächsischer Geheimrat, Rektor der Hochschule und Namensgeber des Nachwuchsförderpreises der veterinärmedizinischen Fakultät Leipzig, v. Corps Saxonia Dresden, n. Corps Albingia Dresden

## Corps Baltica-Borussia Danzig zu Bielefeld
- Richard von Elsner (1913–2003), Maschinenbauingenieur, Professor, Direktor der Staatlichen Ingenieurschule Wolfenbüttel (Borussia Danzig)
- Henning Irmler (* 1958), Rechtsanwalt, Honorarprofessor für Architekten- und Ingenieurrecht
- Wilhelm Keppler (1882–1960), Ingenieur, Manager, 1938–1945 Staatssekretär im Auswärtigen Amt, SS-Obergruppenführer, Aufsichtsratsvorsitzender der BRABAG, Initiator des Keppler-Kreises (später Freundeskreis Reichsführer SS) (Baltica Danzig), v. Corps Friso-Cheruskia
- Horst Langemann (1928–2011), Professor für Technische Chemie
- Oskar Protz (1905–1990), Ingenieur und Manager der deutschen Schiffbauindustrie (Borussia Danzig)
- Fritz Reinhard (1889–1974), Manager der Bimsindustrie, v. Corps Borussia Clausthal
- Friedrich Riepe (1893–1968), Ingenieur und Manager der deutschen Stahl- und Maschinenbauindustrie, v. Corps Franco-Guestphalia, n. Corps Franconia Berlin
- Wilhelm Riepe (1874–1955), Landmaschinenfabrikant, Vizepräsident des Senats der Freien Stadt Danzig (Baltica Danzig), v. Corps Macaro-Visurgia Hannover
- Gerhard Schramm (1903–1998), deutscher Eisenbahningenieur, Beamter und Hochschullehrer (Baltica Danzig)
- Hellmuth Schwiedessen (1903–1974), Ordinarius für Industrieofenkunde an der RWTH Aachen (Baltica Danzig)
- Hermann Weber (1899–1956), Zoologe, Professor für Zoologie an der TH Danzig, Professor für Forstzoologie an der Universität Freiburg, Professor für Zoologie und vergleichende Anatomie an den Universitäten Münster, Wien und Straßburg, Ordinarius für Zoologie und Direktor des Zoologischen Instituts an der Universität Tübingen, Präsident der Deutschen Zoologischen Gesellschaft (Baltica Danzig), v. Corps Rhenania Stuttgart
- Günther Woermann (1900–1967), Ingenieur, Manager der Maschinen- und Schiffbauindustrie und Metallwarenfabrikant (Borussia Danzig), v. Corps Stauffia Stuttgart

### Corps Baltica Danzig
- Leon Gustav Wilhelm von Buchholtz (1838–1911), deutsch-baltischer Gutsbesitzer und Politiker (Baltica Zürich)
- Eugen von Ekesparre (1845–1917), deutsch-baltischer Offizier und Eisenbahningenieur (Baltica Karlsruhe)
- Oskar von Ekesparre (1839–1925), deutsch-baltischer Offizier, Eisenbahningenieur und Politiker (Baltica Karlsruhe)
- Karl Eduard Erdmann (1841–1898), Jurist, Professor für Provinzialrecht und der juristischen Praxis an der Universität Dorpat, Dekan der juristischen Fakultät, Wirklicher Staatsrat (Baltica Zürich)
- Karl Theophil von Essen (1846–1932), deutsch-baltischer Eisenbahningenieur und Unternehmer (Baltica Karlsruhe)
- Reinhold Guleke (1834–1927), deutsch-baltischer Architekt, Dozent für Baukunst an der Universität Dorpat (Livonia Karlsruhe)
- Hermann Halske (1844–1913), schleswig-holsteinischer Rittergutsbesitzer und Politiker (Livonia Karlsruhe)
- Johann Mathias von Holst (1839–1905), baltisch-deutscher Architekt (Baltica Zürich), v. Corps Frisia Karlsruhe
- Axel Friedrich von Howen (1845–1911) (Baltica Karlsruhe)
- Arthur von Klüchtzner (1842–1912), deutsch-baltischer Gutsbesitzer und Politiker (Baltica Zürich)
- Reinhold Krohn (1852–1932), Ingenieur, Professor für Brückenbau an der RWTH Aachen und TH Danzig, Rektor der TH Danzig, Leiter der Brückenbauanstalt Sterkrade der Gutehoffnungshütte, Mitglied des Preußischen Herrenhauses, Geheimer Regierungsrat, v. Corps Frisia Karlsruhe, v. Corps Teutonia-Hercynia Braunschweig
- Viktor von Maydell (1838–1898), Ingenieur, Stadtrat und Stadthaupt von Reval (Baltica Zürich)
- Friedrich von Meyendorff (1839–1911), deutsch-baltischer Gutsbesitzer und Politiker, livländischer Landmarschall (Baltica Zürich)
- Eduard Nikolai von Middendorff (1840–1903), deutsch-baltischer Gutsbesitzer und Politiker (Baltica Zürich)
- Hugo Münzner (1840–1925), Ingenieur und Fabrikant (Baltica Zürich)
- Eduard Osenbrüggen (1809–1879), Kriminal- und Rechtswissenschaftler, Professor für Kriminalrecht und -prozess, Rechtsgeschichte und juristische Literatur an der Universität Dorpat, Professor für Kriminalrecht und -prozess an die Universität Zürich, dreimaliger Rektor der Universität Zürich (Baltica Zürich)
- Arthur von der Osten-Sacken (1843–1912), deutsch-baltischer Gutsbesitzer und Politiker (Baltica Zürich)
- Wolf Runge (1876–1945), Senator der Freien Stadt Danzig, v. Corps Macaro-Visurgia Hannover
- Alfred von Struve (1845–1916), Chemiker, Bergingenieur und Geologe (Livonia Karlsruhe)
- Otto Wilhelm von Struve (1819–1905), Astronom, Wirklicher Geheimrat, Mitglied der kaiserlich-russischen Akademie der Wissenschaften, Vorstandsvorsitzender der Internationalen Astronomischen Gesellschaft (Baltica Karlsruhe)
- Sigmund Freiherr von Uechtritz-Fuga (1846–1925), ungarischer Gutsbesitzer und Politiker (Baltica Zürich)
- Alexander von Weiss (1840–1921), deutsch-baltischer Ingenieur, Gutsbesitzer und Politiker (Baltica Karlsruhe)

### Corps Borussia Danzig
- Robert Emil Caro (1885–1974), deutscher Metallindustrieller (1934 ausgetreten)
- Fritz Klawitter (1866–1942), Schiffbauingenieur, Werftbesitzer in Danzig, v. Corps Slesvico-Holsatia Hannover
- Salomon Marx (1866–1936), Industrieller, Bankier und Politiker
- Otto Pertuss (1872–1935), Generaldirektor der Waggonfabrik AG Danzig, Senator der Freien Stadt Danzig
- Julius Sartorius (1879–1918), Ingenieur und Industrieller (Borussia Köthen)
- August Wagener (1865–1913), Maschinenbauingenieur, Professor für thermische und mechanische Kolbenmaschinen und Rektor der TH Danzig (verstorben bei einem Betriebsunfall), v. Corps Delta

## Corps Bavaria Karlsruhe(1965 aus dem WSC ausgeschieden)
- Kaspar Berninghaus (1860–1933), Industrieller
- Francis Marion Crawford (1854–1909), US-amerikanischer Schriftsteller
- Eugène de Dietrich (1844–1918), Industrieller, MdR
- Josef Durm (1837–1919), Architekt, Professor der Architektur
- Karl Grosse (1873–1963), Generaldirektor der van der Zypen & Wissener Eisenhütte AG, Vorstands- und Aufsichtsratsvorsitzender der Hüttenwerke Siegerland AG
- Rudolf Henneberg (Ingenieur) (1845–1909), Fabrikant, Kommerzienrat, MdR
- Bernd Hillemeier (* 1941), Professor für Baustoffe und Bauprüfung
- Wilhelm Holzmann (1842–1913), Bauunternehmer, n. Corps Rhenania Stuttgart
- Bernhard Howaldt (1850–1908), Schiffsbauunternehmer
- Bernhard Howaldt junior (1880–1958), Reeder
- Kurt Howaldt (1877–1943), Direktor und Vorstand der Aktiengesellschaft Körtings Elektrizitätswerke
- Philipp Karcher (1837–1894), Unternehmer, Zuckerfabrikant
- Jacob Klein (1869–1945), Industrieller, Generaldirektor der KSB
- Friedrich von Koenig (1829–1924), Druckmaschinenfabrikant
- Alexander von Lersner (1856–1940), Architekt
- Julius Meßmer (1838–1911), Mitglied des Gesamtministeriums des Herzogtums Sachsen-Coburg und Gotha, Vorstand des Departements für Domänen und Domänenforsten der Ministerialabteilung Coburg, Geheimer Staatsrat
- Johann Georg Poppe (1837–1915), Architekt des Historismus in Bremen
- Adolf Franz Schmidt (1836–1917), Geologe, Metallurg, Professor für Geologie
- Max Schoeller (1865–1943), Vorstand der Zuckerfabrik Jülich, Alex. Schoeller & Co. AG, Ethnologe
- Friedrich Wachenhusen (1859–1925), Landschaftsmaler, Zeichner und Radierer
- Adolf Weinbrenner (1836–1921), Architekt, badischer Baubeamter und Hochschullehrer
- Johann Baptist Wolff (1828–1907), Miteigentümer der Dinglerwerke, Bürgermeister von Zweibrücken.

## Corps Bavaria Stuttgart
- Walther Groz (1903–2000), Industrieller, Fabrikant von Industrienadeln, persönlich haftender Gesellschafter der Groz-Beckert KG, Oberbürgermeister der Stadt Ebingen
- Ernst Jäckh (1875–1959), Journalist, Publizist, Hochschullehrer
- Eckardt Lufft (1876–1932), Maschinenbauingenieur, Silobauexperte, Direktor und Vorstandsmitglied der MIAG
- Walter Sartorius (1875–1937), Architekt
- Fritz Thieme (1925–2013), Physiker, Professor für Physikalische Chemie

## Corps Berlin
- Dieter Schmoeckel (1931–2013), Professor für Maschinenbau, Pionier moderner Umformtechnik, Gründer des Instituts für Umformtechnik an der TU Darmstadt, n. Corps Rhenania Stuttgart

### Corps Cheruscia Berlin
- Friedrich von Bruchhausen (1886–1966), Professor der Pharmazie, Direktor des Instituts für Pharmazeutische Chemie und Lebensmittelchemie an der Technischen Hochschule Braunschweig
- Guido Fischer (1877–1959), Professor für Zahnheilkunde, Pionier der Lokalanästhesie in der Zahnmedizin
- Otto Hermes (1838–1910), Apotheker und Zoologe, Mitglied des Deutschen Reichstags
- Emil Jacobsen (1836–1911), Chemiker, Industrieller und Schriftsteller, v. Burschenschaft Germania Breslau, v. Landsmannschaft Vandalia Breslau
- Steffen Kotré (* 1971), Unternehmensberater, MdB
- Hermann Kunst (1907–1999), erster Bevollmächtigte des Rates der Evangelischen Kirche in Deutschland (EKD) bei der Bundesregierung und evangelischer Militärbischof (Normannia Marburg)
- Karl-Heinz Lesnau (1935–1996), Mitglied des Berliner Abgeordnetenhauses, n. Corps Irminsul
- Wolf-Dieter Schneider (* 1942), Vorstandsvorsitzender und Aufsichtsratsvorsitzender der Deutsche Gießerei- u. Industrie-Holding AG, Honorarprofessor Optimierung Gießereitechnischer Prozesse an der TU Bergakademie Freiberg, n. Corps Marko-Guestphalia Aachen
- Franz Leopold Sonnenschein (1817–1879), Professor für gerichtliche Medizin
- Hermann Thoms (1859–1931), Professor für Pharmazie, Begründer der wissenschaftlichen Pharmazie in Deutschland

### Corps Cimbria Berlin
- Walther Bolz (1901–1970), Veterinärchirurg, n. Gothia Dresden
- Max Delbrück (1850–1919), Agrikulturchemiker, Professor an der Landwirtschaftlichen Hochschule Berlin

### Corps Guestphalia Berlin
- Friedrich Jenner (1863–1928), Architekt, Stadtbaurat und Senator in Göttingen, n. Corps Saxonia-Berlin

### Corps Rheno-Guestphalia Berlin
- Hans Joachim Balcke (1862–1933), Wärmetechniker, Fabrikant von Kühltürmen und Kondensationsanlagen
- Alfred Colsman (1873–1955), Generaldirektor des Zeppelin-Konzerns
- Carl Coninx (1865–nach 1930), Generaldirektor der Großkraftwerk Franken AG
- Dietmar von Dippel (1943–2009), Rechtsanwalt und Notar, Hauptgeschäftsführer des Unternehmens- und Arbeitgeberverband für Großhandel und Dienstleistungen in Berlin, Geschäftsführer des Landesverbandes des Groß- und Außenhandels von Berlin und Brandenburg
- Fritz Goos (1883–1968), Physiker und Astronom
- Henry Grell (1870–1937), Architekt in Hamburg
- Johann Hubert Inden (1865–1931), Industrieller, Generaldirektor der Fa. Fittingsfabrik Gebr. Inden
- Emil Kammer (1874–1960), Bauingenieur, Professor für Baustatik an der Technischen Hochschule Darmstadt
- Otto Kauffmann junior (1875–1941), Fabrikant von Schamottewaren und Mosaikplatten
- Gustav Kemmann (1858–1931), Verkehrswissenschaftler
- Friedrich Romberg (1846–1919), Direktor der Baugewerkschule in Köln

### Corps Teutonia Berlin
- Hans Bredow (1879–1959), Ingenieur, einer der Begründer des Rundfunks in Deutschland, v. Corps Albingia Dresden
- Richard Eberlein (1869–1921), Tierarzt, Zoologe, Arzt und Hochschullehrer Begründer der tierärztlichen Röntgenkunde, Gründer und erster Präsident der Deutschen Röntgen-Gesellschaft, n. Corps Saxo-Thuringia
- Richard Klett (1867–1948), Tierarzt, Professor der gerichtlichen Tierheilkunde und Parasitologie, Direktor der inneren Klinik der Tierärztlichen Hochschule Stuttgart, v. Corps Saxo-Thuringia München
- Edwin Lehnert (1884–1968), Tierarzt, Bakteriologe, Professor, Leiter des Veterinär-bakteriologischen Staatsinstituts in Stockholm, n. Corps Saxo-Thuringia München
- Hans-Jürgen Liebscher (1936–2021), Hydrologe, Bundesanstalt für Gewässerkunde, Kommission Wasserforschung der Deutschen Forschungsgemeinschaft, Internationales Hydrologisches Programm der UNESCO
- Johannes Schmidt (1870–1953), Professor für Spezielle Pathologie, Therapie der Haustiere und Gerichtliche Tiermedizin, fr. Albingia Dresden, Stifter eines Corps
- Rolf Ulbrich (1920– ), Slawist, Professor an der FU Berlin
- Gustav von Vaerst (1858–1922), Landestierarzt, Professor für Tierheilkunde, n. Corps Hannoverania Hannover, n. Corps Saxo-Thuringia München

## Corps Berolina Berlin
- Rudolf Drawe (1877–1967), Professor der Brennstofftechnik, Rektor und Ehrensenator der Technischen Hochschule Berlin, v. Corps Pomerania-Silesia, n. Corps Saxonia-Berlin
- Karl Siegfried Döhring (1879–1941), Architekt, Kunsthistoriker, Archäologe, Schriftsteller und Übersetzer
- Hayo Folkerts (1871–1946), Extraordinarius für Bergwerksmaschinenkunde an der RWTH Aachen
- Wilhelm Neveling (1908–1978), Architekt
- Theodor Schapp (1877–1959), Ingenieur, Mitbegründer der Essener Elektrizitäts-GmbH, Vorstand der Preßwerk AG
- Herman Smith-Johannsen (1875–1987), norwegisch-kanadischer Skilangläufer, Supercentenarian
- Wilhelm Stein (1870–1964), Erbauer der Hamburger Hochbahn, Vorstandsvorsitzender und Aufsichtsratsvorsitzender der Hamburger Hochbahn AG, v. Corps Hannovera Hannover
- Hansjoachim Ziem (1908–1995), Verkehrsingenieur, Professor an der Hochschule für Verkehrswesen Friedrich List

## Corps Borussia Clausthal
- Walter Borbet (1881–1942), Generaldirektor des Bochumer Vereins, Vorstandsvorsitzender der Ruhrstahl AG, v. Corps Franconia Karlsruhe
- Carl Jaeger (1874–1932), Direktor der Henrichshütte in Hattingen, Vorstand der Ruhrstahl AG, n. Corps Montania Clausthal
- Fritz Reinhard (1889–1974), Manager der Bimsindustrie, n. Corps Baltica-Borussia Danzig zu Bielefeld
- Reinhard Schmidt (* 1946), Präsident des Sächsischen Oberbergamtes (1991–2011), Oberberghauptmann und Honorarprofessor an der TU Bergakademie Freiberg, n. Corps Saxo-Borussia Freiberg

## Corps Chattia Darmstadt
- Wilhelm Biedenkopf (1900–1996/97), technischer Direktor der Buna-Werke, Vorstandsmitglied der Dynamit Nobel AG
- Friedhelm Bliemel (* 1941), Professor für Marketing der Universität Kaiserslautern
- Wilhelm Schlink (1875–1968), Professor für Mechanik und Aerodynamik, Rektor der TH Braunschweig und TH Darmstadt
- Helmut Schönfelder (1926–2018), Professor für Nachrichtentechnik
- Franz Weidert (1878–1954), Optiker, Wissenschaftliches Mitglied des Kaiser-Wilhelm-Instituts für Silikatforschung

## Corps Cisaria München
- Heinrich Alfred Ammelburg (1864–1939), Chemiker, Vorstandsmitglied der I.G. Farben
- Karl von Brug (1855–1923), General, Begründer der Luftfahrt in Bayern
- Heinrich von Buz (1833–1918), Industrieller und Techniker
- Karl Diehl (1907–2008), Unternehmer
- Peter Hauser (* 1943), Schweizer Rechtsanwalt und Studentenhistoriker, n. Corps Tigurinia (KSCV)
- Otto Haxel (1909–1998), Kernphysiker, Professor für Physik an den Universitäten Göttingen und Heidelberg, wissenschaftlich-technischer Direktor des Kernforschungszentrums Karlsruhe, Unterzeichner der Erklärung der Göttinger Achtzehn
- Roland Lacher (* 1942), Ingenieur und Unternehmer
- Gottlieb Matthias Lippart (1866–1930), Maschinenbauingenieur, Technischer Vorstand, später Aufsichtsratsmitglied der MAN
- Walter Lippart (1899–1962), Maschinenbauer, Industrieller
- Rudolf Nebel (1894–1978), Raketenkonstrukteur
- Franz Pollmann (1879 – nach 1931), Generaldirektor der AG für Licht- und Kraftversorgung in München
- Simon Theodor Rauecker (1854–1940), Architekt, Kunstmaler und Mosaikkünstler
- Otto Rouenhoff (1928–2011), Zahnarzt
- Richard Schachner (1873–1936), Architekt, Professor für Architektur, Rektor der Technischen Hochschule München
- Herbert Scherer (1929–2018), Gymnasiallehrer und Studentenhistoriker (2004 ausgetreten)

## Corps Delta Aachen
- Georg-Michael Därr (* 1941), Hüttenkunde, Professor für Baustoffkunde an der Fachhochschule Trier (1978–2007)
- Wilhelm Doerenkamp (1882–1972), Unternehmer, Eigentümer von Klosterfrau
- Julius Dorpmüller (1869–1945), 1926–1945 Generaldirektor der Deutschen Reichsbahn, 1937–1945 Reichsverkehrsminister, Mai 1945 Reichspostminister
- Wilfried Gehl (1929–2017), Ingenieur der Elektrotechnik, Erfinder des induktiven Näherungsschalters, n. Corps Saxonia-Berlin
- August Hirsch (1852–1922), Bauingenieur, Professor für Verkehrswasserbau, Rektor der RWTH Aachen
- Nikolaus Holz (1868–1949), Wasserbau- und Tiefbauingenieur, Ordinarius für Gewerblichen Wasserbau und Städtischen Tiefbau an der RWTH Aachen
- Hugo Junkers (1859–1935), Professor für Thermodynamik, Luftfahrzeugkonstrukteur, v. Turnerschaft Rhenania Berlin
- Johannes Baptist Kleefisch (1862–1932), Architekt und Baubeamter
- Ernst Link (1873–1952), Wasserbauingenieur, Erbauer der Fürwigge-, Möhne-, Lister- und Sorpetalsperre
- Wilhelm Lynen (1861–1920), Maschinenbauingenieur, Professor für Maschinenbau an der Technischen Hochschule Berlin, der RWTH Aachen und der Technischen Universität München
- Clemens Marx (1871–1953), Präsident der Reichsbahndirektionen Elberfeld, Essen und Berlin
- Max Mehler (1874–1952), Aachener Maschinenbauunternehmer
- Johannes Obergethmann (1862–1921), Eisenbahningenieur, Ordinarius an der RWTH Aachen und der Technischen Hochschule Berlin
- Otto Petersen (1874–1953), Eisenhüttenmann
- Günther Schwietzke (1903–1991), Metallurg, Unternehmer der Metallindustrie, außerplanmäßiger Professor an der RWTH Aachen
- Carl Sieben (1864–1927), Bauingenieur, Architekt, Professor an der RWTH Aachen für Baukonstruktionen
- August Wagener (1865–1913), Maschinenbauingenieur, Professor für thermische und mechanische Kolbenmaschinen und Rektor der TH Danzig (verstorben bei einem Betriebsunfall), n. Corps Borussia Danzig

## Corps Franco-Guestphalia Köln
- Walter Le Coutre (1885–1965), Betriebswirtschaftler, Bilanztheoretiker
- Klaus Dudek (* 1954), Professor für Allgemeines Steuerrecht an der Fachhochschule für Finanzen Nordrhein-Westfalen (Markomannia Bonn), n. Corps Irminsul
- Horst Walter Endriss (* 1938), Wirtschaftsprüfer und Steuerrechtler
- Erwin Geldmacher (1885–1965), Professor für Betriebswirtschaftslehre
- Karl Kegel (1876–1959), Bergbauingenieur
- Gert von Kortzfleisch (1921–2007), Professor für Betriebswirtschaftslehre an der Universität Mannheim, Mitglied des Club of Rome
- Horst Küppers (1933–2025), Professor für Kristallographie
- Willy Ramme (1887–1953), Entomologe, Kustos am Berliner Museum für Naturkunde
- Bernd Niehaus Quesada (* 1941), Außenminister der Republik Costa Rica, Botschafter Costa Ricas in Deutschland, Ungarn und Tschechien, Professor für Völkerrecht an der Universidad de Costa Rica (Markomannia Bonn), n. Corps Irminsul
- Friedrich Riepe (1893–1968), Ingenieur und Manager der deutschen Stahl- und Maschinenbauindustrie, n. Corps Baltica-Borussia, n. Corps Franconia Berlin
- Wolfgang Stammler (1886–1965), Professor an der Universität Fribourg, Germanist und Literaturhistoriker (Holsatia Berlin, Brunsviga Hannover), n. Corps Marchia Greifswald
- Walter Thoms (1899–1994), Professor für Betriebswirtschaftslehre
- Josef Winschuh (1897–1970), Journalist, Unternehmer und Politiker
- Rudolf Wohlleben (* 1936), Ingenieurwissenschaftler, Schriftsteller und Studentenhistoriker (Markomannia Bonn), v. Corps Alemannia Karlsruhe, n. Corps Franconia Berlin zu Kaiserslautern

### Corps Holsatia Berlin
- Abraham Esau (1884–1955), Professor für Physik an der Universität Jena und der RWTH Aachen, Präsident der Physikalisch-Technischen Reichsanstalt, n. Corps Silingia Breslau
- Eduard Meyer, Landtagsabgeordneter im Freistaat Lippe
- Theodor Schiemann (1847–1921), Historiker, Archivar, Professor für Osteuropäische Geschichte an der Universität Berlin
- Otto Ulmer (1890–1946), Landrat in Marienwerder, Direktor der Berliner Verkehrsbetriebe, v. Corps Silingia Breslau, v. Corps Guestphalia Erlangen

### Corps Markomannia Bonn
- Fritz Gajewski (1885–1965), Chemiker, Vorstand der I.G. Farben, Vorstandsvorsitzender der Dynamit Nobel (Vandalia Leipzig)
- Oskar Stübinger (1910–1988), Landwirt, Gutsverwalter, Abgeordneter zum Rheinland-Pfälzischen Landtag
- Hermann Ziegenspeck (1891–1959), Apotheker und Botaniker

### Corps Rheno-Guestphalia Leipzig
- Wilhelm Detmer (1850–1930), Pflanzenphysiologe
- Hermann Matthes (1869–1931), Lebensmittelchemiker

### Corps Staufia Leipzig
- Walter Schöne (1885–1943), Zeitungswissenschaftler
- Franz Heinrich Weißbach (1865–1944), Altorientalist

### Corps Vandalia Leipzig
- Hermann Ilgen (1856–1940), Apotheker, Unternehmer, Sport- und Kunstmäzen
- Karl Lendrich (1862–1930), Lebensmittelchemiker

## Corps Franconia Berlin zu Kaiserslautern
- Friedrich Friedländer (1825–1901), deutsch-böhmischer Genremaler, v. Corps Hassia Darmstadt, n. Corps Teutonia Wien
- Hugo Hertwig (1841–1895), Tierarzt, Förderer einer wissenschaftlich fundierten tierärztlichen Fleischhygiene, n. Corps Normannia Hannover
- Christian Kuckuck (1844–1893), Tierarzt, Direktor des Zoos Hannover, v. Corps Normannia Hannover
- Friedrich Lindhorst (1867–1950), Tierarzt, Mitverfasser des Standardwerks der Tiermedizin Praktikum der tierärztlichen Geburtshilfe, n. Corps Normannia Hannover
- Kurt Neumann-Kleinpaul (1882–1958), Veterinärmediziner, Professor der Tierheilkunde, Direktor der Poliklinik, später der Inneren Veterinärmedizinischen Klinik und Rektor der Tierärztlichen Hochschule Berlin, n. Corps Suevo-Salingia
- Paul Oehmke (1867–1943), Landestierarzt in Braunschweig und Landesveterinärrat und vortragender Rat im braunschweigischen Ministerium, n. Corps Normannia Hannover
- Wilhelm Pfeiffer (1867–1959), Veterinärchirurg, Professor für Veterinärmedizin und Leiter der Medizinischen Veterinärklinik der Universität Gießen, n. Corps Suevo-Salingia München
- Christian Friedrich Rabe (1837–1898), Tierarzt, Professor für Tierkrankheiten
- Otto Rasenack (1899–1976), Tierarzt, Schlachthofexperte, n. Corps Normannia Hannover, n. Corps Suevo-Guestphalia München
- Otto Regenbogen (1855–1925), Veterinärmediziner, Professor für Pharmakologie und Toxikologie an der Tierärztlichen Hochschule Berlin, v. Corps Normannia Hannover
- Wilhelm Rieck (1893–1991), Tierarzt und Arzt, Professor der Veterinärgeschichte, Präsident der Welt-Gesellschaft für Geschichte der Veterinärmedizin
- Friedrich Riepe (1893–1968), Ingenieur und Manager der deutschen Stahl- und Maschinenbauindustrie, v. Corps Franco-Guestphalia, v. Corps Baltica-Borussia
- Reinhold Schmaltz (1860–1945), Tierarzt, Professor für Anatomie und Histologie, v. Corps Normannia Hannover
- Georg Schneidemühl (1853–1928), Tierarzt, Professor für vergleichende Pathologie an der Universität Kiel, n. Corps Normannia Hannover
- Albert Sonnenbrodt (1878–1966), Landstallmeister und Landestierarzt für Braunschweig, Professor für Tierzucht, n. Corps Normannia Hannover
- Martin Waßmund (1892–1956), Professor für Zahn-, Mund- und Kieferkrankheiten, n. Corps Normannia Hannover
- Rudolf Wohlleben (* 1936), Ingenieurwissenschaftler, Schriftsteller und Studentenhistoriker, v. Corps Alemannia Karlsruhe, v. Corps Markomannia Bonn, n. Corps Franco-Guestphalia Köln
- Ludwig Wolters (1892–1974), Tierarzt, Bakteriologe, Leiter des Bakteriologischen Instituts der Anhaltischen Kreise in Dessau, Gründer des Anhaltischen Serum-Instituts GmbH Dessau (ASID), v. Corps Normannia Hannover

## Corps Franconia Darmstadt
- Hatto Brenner (* 1940), Präsident der Europäischen Union Mittelständischer Unternehmen (EUMU)
- Wilhelm Cornelius (1915–1996), Erfinder der Orthotropen Platte
- Peter Jühling (1925–2011), Manager
- Hans Walter Lotterhos (1914–1989), Patentjurist
- Klaus Mahn (1934–1993), Schriftsteller
- Fritz Mouson (1884–1926), Seifen- und Parfümfabrikant
- Carl von Opel (1869–1927), Unternehmer der deutschen Automobilindustrie
- Hans von Opel (1899–1948), Gründer der Hansa Finanzierungsgesellschaft für Automobilhandelsfirmen
- Wilhelm von Opel (1871–1948), Unternehmer der deutschen Automobilindustrie
- Hanns Pellar (1886–1971), Maler und Illustrator
- Willy Sachs (1896–1958), Industrieller
- Hermann Schwind (1923–2009), Professor für Technische Chemie
- Karl Hans Simmrock (1930–2017), Professor für Technische Chemie
- Arthur Tix (1897–1971), Industrieller

## Corps Franconia Fribergensiszu Aachen (Corps Franconia Freiberg)
- Adelbert Heinrich von Baudissin (1820–1871), Schriftsteller
- Ludwig Beck (1841–1918), Eisenhüttenmann und Industrieller, Inhaber der Nassauischen Rheinhütte, Vater von Generaloberst Ludwig Beck, n. Corps Tauriscia Leoben
- Ferdinand Bischoff (1838–1909), Bergingenieur und Hüttenchemiker
- Eduard Sigismund Böcking (1842–1916), deutscher Industrieller
- Eduard Theodor Böttcher (1829–1893), Professor für Maschinenlehre und Spinnereimechanik, Rektor der Gewerbschule Chemnitz, v. Corps Saxo-Borussia Freiberg
- Eberhard von Breitenbuch (1910–1980), Widerstandskämpfer gegen Adolf Hitler, v. Corps Silvania Tharandt (KSCV)
- Hermann Theodor Breithaupt (1820–1885), Revolutionär von 1848, später Bergdirektor, Stadtverordneter, Friedensrichter, Direktor des Erzgebirgischen Steinkohlen-Aktienvereins, v. Corps Montania Freiberg
- Horst Brunnemann (1836–1911), Geheimer Bergrat, Direktor der Porzellanmanufaktur Meißen
- Ernst Carstanjen (1836–1884), Chemiker, Professor an der Universität Leipzig, v. Corps Hansea Bonn (KSCV)
- Albin Castelli (1822–1892), Bergdirektor, Geologe, Mineraloge und Paläontologe, Namensgeber für das Taxon Ilex castellii und das Mineral Castellit, n. Corps Franco-Montania Freiberg
- Karl Friedrich Ebert (1838–1889), Rittergutsbesitzer, Kohlenwerkbesitzer, Mitglied des Deutschen Reichstags
- Curt Alexander Edelmann (1841–1907), Geheimer Bergrat, Direktor des Königlichen Blaufarbenwerkes Oberschlema
- Bernhard Förster (1840–1904), Bergmann, Leiter der Direktion des Steinkohlenwerks Zauckerode, Vortragender Rat im Sächsischen Finanzministerium
- Ludwig Haniel (1817–1889), Unternehmer in der Montanindustrie
- Karl von Haushofer (1839–1895), Mineraloge, Professor für Mineralogie und Eisenhüttenkunde an der Technischen Hochschule München, v. Corps Franconia München (KSCV)
- Ferdinand Heberlein (1863–1925), deutsch-schweizerischer Hüttenchemiker und Industrieller
- Rudolf Hoffmann (1873–1932), Metallhüttenmann, Professor für Allgemeine Hüttenkunde und Metallhüttenkunde
- William Kobbé (1840–1931), US-amerikanischer Generalmajor
- Friedrich Kolbeck (1860–1943), Professor für Mineralogie und Lötrohrprobierkunde, Rektor der Bergakademie Freiberg
- Friedrich August Krantz (1863–1941), Hütteningenieur, Professor für Unfallverhütung an der Technischen Hochschule Dresden
- Christian Kühn (1871–1950), Bergdirektor, Vorstand der Leipziger Braunkohlenwerke AG
- Engelbert Leber (1876–1920), Metallurg, Gießereifachmann, Hochschullehrer
- Walter Lippe (1885–1963), Bergdirektor, Abgeordneter zum Sächsischen Landtag, n. Corps Hercynia Clausthal
- Hermann Nieß (1878–1949), erster Dr.-Ing. der Bergakademie Freiberg, Leiter des Bergamtes Windhoek, Berghauptmann in Sachsen, Vorstand des Oberbergamtes in Freiberg
- Albert von Reinach (1842–1905), Bankier, Geologe, Paläontologe, Wissenschaftsmäzen
- Robert Julius Richter (1823–1869), Chemiker, Professor für Hüttenwesen, Physik, Chemie und Probierkunde an der Montanlehranstalt Leoben, Professor für Physik und Chemie an der Bergakademie Schemnitz
- Hector Roessler (1842–1915), Chemiker und Unternehmer, Gründer der Deutschen Gold- und Silber-Scheideanstalt (Degussa)
- Heinrich Roessler (1845–1924), Chemiker und Unternehmer, Gründer der Deutschen Gold- und Silber-Scheideanstalt (Degussa)
- Francis Sarg (1840–1921), Bergwerks- und Kaffeeplantagenbesitzer sowie Diplomat in Guatemala, Naturforscher
- Carl Schiffner (1865–1945), Professor der Metallhüttenkunde, Elektrometallurgie und Probierkunde an der Bergakademie Freiberg
- Hermann Spamer (1830–1905), Industrieller, Vorstand und Aufsichtsrat der Ilseder Hütte, v. Corps Teutonia Gießen (KSCV), n. Corps Tauriscia Leoben
- Emil Tscheuschner (1840–1911), Ziegeleibesitzer, Schriftsteller
- Clemens Winkler (1838–1904), Chemiker, Professor für anorganische Chemie, Direktor der Bergakademie Freiberg, Entdecker des chemischen Elements Germanium

## Corps Franconia Karlsruhe
- Ernst Blankenhorn (1853–1917), Weingutsbesitzer, Politiker, Mitglied des Badischen Landtags und Deutschen Reichstags
- Walter Borbet (1881–1942), Generaldirektor des Bochumer Vereins, Vorstandsvorsitzender der Ruhrstahl AG, n. Corps Borussia Clausthal
- Theodore Brune (1854–1932), deutsch-amerikanischer Architekt, n. Corps Rhenania ZAB
- Carl Clemm (1836–1899), Unternehmer, Mitbegründer der BASF, n. Corps Hassia Gießen (KSCV)
- Gustav Daverio (1839–1899), Gründer der Werkzeugfabrik Daverio & Cie., der späteren Maschinenfabrik Oerlikon, und des Zürcher Konstruktionsbüros für Müllereimaschinen Daverio-Henrici & Cie., v. Corps Rhenania ZAB
- Oswald Dietz (1823–1898), Gründer der Republikanischen Gesellschaft und des Arbeitervereins Wiesbaden, Sekretär und Archivar der Zentralbehörde des Bundes der Kommunisten in London, Ingenieur und Politiker in den USA
- Theodor Ehrhardt (1875–1952), Industrieller, Vorsitzender der Maschinenfabrik Ehrhardt & Sehmer
- Carl d’Ester (1838–1879), Musikdirektor in Frankfurt/Main und Wiesbaden, n. Corps Rhenania Bonn (KSCV)
- Hermann Franz (1928–2016), Ingenieur, Aufsichtsratsvorsitzender der Siemens AG (1993–1999)
- Victor Fredenhagen (1876–1934), Offenbacher Maschinenfabrikant, n. Corps Rhenania ZAB
- Claus-Dieter Freymann (* 1938), Professor der Erziehungswissenschaften, Vorsitzender des Kuratoriums des Diakonischen Werkes im Kirchenkreis An der Ruhr, Jazzmusiker, v. Corps Rhenania ZAB, v. Corps Guestphalia Halle (KSCV)
- Fritz Gliem (1934–2020), Elektrotechniker, Pionier der Raumfahrtelektronik in Deutschland, v. Corps Rhenania ZAB
- Hubert Grouven (1831–1884), Agrikulturchemiker
- Adolf Helbling (1824–1897), Bauingenieur und Architekt, Vorstand der Baudirektion der Generaldirektion der Badischen Staatsbahnen, n. Corps Vandalia Karlsruhe
- Artur Adolf Konradi (1880–1951), Handelsattaché der deutschen Gesandtschaft in Rumänien, Generalsekretär der Rumänisch-deutschen Handelskammer, Landesgruppenleiter der Auslandsorganisation der NSDAP in Rumänien, n. Corps Rhenania ZAB
- Günter Lipphardt (1927–2017), Verfahrensingenieur bei der Hoechst AG, Honorarprofessor der Universität Stuttgart
- Gustav Martin (1862–1947), Chemiker, Vorstand und Generaldirektor der Silikat- und Schamotte-Fabriken Martin & Pagelstecher AG, n. Corps Montania Aachen
- Emil Rudolf Mewes (1885–1949), Architekt
- Emil Möhrlin (1883–1952), baden-württembergischer Fabrikant von Heizungs- und Lüftungsanlagen, Mitglied der Verfassungsgebenden Landesversammlung und des Landtages von Württemberg-Baden
- Antônio Francisco de Paula Souza (1843–1917), Wegbereiter des brasilianischen Eisenbahnsystems, Außenminister (1892–1893) und Verkehrsminister (1893) Brasiliens, Initiator und erster Rektor der Polytechnischen Schule der Universität Sao Paulo, v. Corps Rhenania ZAB
- Carl Rudolf Poensgen (1863–1946), Industrieller, Kommerzienrat, n. Corps Montania Aachen
- Emil Riebeck (1853–1885), Chemiker, Ethnologe und Forschungsreisender
- Kurt Erdmann Rosenthal (1871–1946), Generaldirektor der Brandenburgischen Electricitäts-, Gas- und Wasserwerke AG, Wegbereiter der Carbid- und Acetylenindustrie, v. Corps Saxonia-Berlin, v. Corps Rhenania ZAB
- Michael Rotert (* 1950), Ingenieur, Vorstandsvorsitzender des Verbandes der deutschen Internetwirtschaft
- Carl Roth (1846–1929), Königlicher Kommerzienrat, saarländischer Industrieller, v. Corps Rhenania ZAB
- Emil Schenck (1868–1957), Fabrikant, geschäftsführender Gesellschafter der Carl Schenck AG
- Joseph Schlink (1831–1893), Direktor der Friedrich Wilhelms-Hütte in Mülheim an der Ruhr, Mitgründer des Technischen Vereins für Eisenhüttenwesen sowie des Vereins Deutscher Eisenhüttenleute (VDEh)
- Adolf von Schübler (1829–1904), Eisenbahningenieur
- Konrad von Steiger (1862–1944), Schweizer Architekt, Berner Kantonsbaumeister, v. Corps Stauffia Stuttgart
- Emil Striebeck (* um 1850; † 1900), Verfahrenstechniker, Erfinder und Entwickler des Ammoniak-Soda-Verfahrens nach Striebeck-Honigmann, n. Corps Rhenania ZAB
- Edward Uhl (1843–1906), Präsident und Mitbesitzer der New Yorker Staats-Zeitung, v. Corps Rhenania ZAB
- Friedrich von Werdt (1831–1893), Schweizer Eisenbahningenieur und Gutsbesitzer, Berner Grossrat, Schweizer Nationalrat
- August von Würthenau (1827–1892), Eisenbahnbauingenieur

## Corps Frisia Braunschweig
- Otto Appel (1867–1952), Phytomediziner, Geheimer Regierungsrat, Direktor der Biologischen Reichsanstalt für Land- und Forstwirtschaft in Berlin-Dahlem, Honorarprofessor für Pflanzenpathologie an der Landwirtschaftlichen Hochschule Berlin, Ehrenvorsitzender der Deutsche Phytomedizinische Gesellschaft e.V
- Heinrich Göppert (1800–1884), Botaniker, Paläontologe und Arzt, Professor für Botanik an der Universität Breslau, Direktor des Botanischen Gartens Breslau, Ehrenbürger der Städte Breslau und Sprottau
- Dieter Abbo Kalbhen (1934–2014), Professor für Pharmakologie und Toxikologie
- Jochen Kubin (1935–1997), Professor für Baubetriebslehre
- Carl Löwig (1803–1890), Professor für Chemie an den Universitäten Heidelberg, Zürich und Breslau (als Nachfolger von Wilhelm Bunsen), Entdecker des chemischen Elements Brom
- Theodor Poleck (1821–1906), Chemiker und Pharmazeut, Professor für pharmazeutische Chemie und Direktor des Pharmazeutischen Instituts der Universität Breslau
- Hugo Rupf (1908–2000), Industriemanager, Mitglied der Geschäftsführung und später Aufsichtsratsvorsitzender der Maschinenfabrik J. M. Voith, Aufsichtsratsvorsitzender der Robert Bosch GmbH, der Deutschen Continental-Gas-Gesellschaft, der Effectenbank Warburg AG und der Salamander AG
- Werner Vollborn (1909–1972), evangelischer Theologe und Hochschullehrer
- Heinrich Weiss (* 1942), Unternehmer, Großaktionär und Aufsichtsratsvorsitzender des Industriekonzerns SMS Siemag, Aufsichtsratsmitglied der Deutschen Bahn AG, der DB Mobility Logistics AG, der Thyssen-Bornemisza Group und der Voith AG, Präsident des BDI, n. Corps Saxo-Thuringia
- Karl Winterfeld (1891–1971), Ordinarius für Pharzeutische Chemie an den Universitäten Freiburg und Bonn

## Corps Frisia Göttingen
- Dietrich Christian von Buttel (1801–1878), Mitglied der Frankfurter Nationalversammlung, Oldenburgischer Ministerpräsident, Oberlandesgerichtspräsident in Oldenburg
- Enne Heeren Dirksen (1788–1850), Professor der Mathematik an der Berliner Universität
- Heinrich Georg Ehrentraut (1798–1866), Hofrat, Privatgelehrter, Mitglied des Oldenburgischen Landtags, v. Corps Bremensia Göttingen
- Rudolf Eucken (1846–1926), Philosoph, Professor für Philosophie und Pädagogik an die Universität Basel, Professur für Philosophie an der Universität Jena, Nobelpreisträger für Literatur des Jahres 1908
- Walter Franke (1926–2015), Bremer Senator und Bürgermeister in Bremen
- Wilhelm von Freeden (1822–1894), Mathematiker, Naturwissenschaftler und Ozeanograph, Gründer der Norddeutschen Seewarte, v. Corps Guestphalia Bonn (KSCV)
- Adolf Wilhelm Hillingh (1807–1878), Amtmann, Bürgermeister von Leer, Mitglied des Preußischen Abgeordnetenhauses
- Carl Groß (1800–1873), Amtsassessor in Leer, Mitglied der Frankfurter Nationalversammlung
- Ludwig Heinrich Grote (1825–1887), evangelischer Theologe und Publizist, nach 1866 Streiter für die Wiedererrichtung der hannoverschen Monarchie, ab 1877 Exulant in der Schweiz
- Edgar Jannott (* 1934), Jurist, Vorstandsvorsitzender der Victoria Versicherungs AG und der ERGO Versicherungsgruppe AG
- Ernst von Koken (1860–1912), Paläontologe und Rektor der Universität Tübingen
- August Christian Ferdinand Krell (1802–1856), Finanzminister des Großherzogtums Oldenburg
- Friedrich Wilhelm Möhring (1797–1875), Landvogt in Delmenhorst, Oberappellationsrat, Mitglied des Oldenburgischen Landtags, v. Corps Bremensia Göttingen
- Dietrich Mülder (1861–1947), Altphilologe
- Wilhelm Plagge (1794–1845), Professor für Pharmakologie, n. Corps Bremensia Göttingen (ehemals KSCV)
- Hans Reichenbach (1864–1937), Hygieniker
- Rudolph Schepler (1813–1889), Jurist, Mitglied des Reichstags des Norddeutschen Bundes
- Ludwig Starklof (1789–1850), Schriftsteller, erster Intendant des Oldenburgischen Staatstheaters, v. Corps Hannovera Heidelberg (KSCV)
- Cirk Heinrich Stürenburg (1798–1858), Jurist, Kammerrat und Konsulent sowie 1857 Herausgeber des Ostfriesischen Wörterbuches, v. Corps Bremensia Göttingen (ehemals KSCV)
- George Turner (* 1935), Jurist, Wissenschaftlicher Rat und Professor an der Technischen Universität Clausthal, Präsidenten der Universität Hohenheim, Präsident der Westdeutschen Rektorenkonferenz (1979–1983), Senator für Wissenschaft und Forschung des Landes Berlin (1986–1989)
- Karl August Wietfeldt (1891–1964), Jurist und Politiker

### Corps Friso-Luneburgia
- Otto Aichel (1871–1935), Embryologe, Anatom und Anthropologe
- Adolf Bargmann (1835–1893), Obergerichtsanwalt, Mitglied des Oldenburgischen Landtags
- Adolf Bethe (1837–1886), Amtsgerichtsrat, Mitglied des Preußischen Abgeordnetenhauses
- Rudolf Hagemann (1837–1906), Präsident des evangelisch-lutherischen Konsistoriums in Hannover
- Wilhelm Heinroth (1842–1925), Kronsyndikus, Präsident des Oberlandesgerichte Celle und Kammergerichts Berlin, Mitglied des Preußischen Herrenhauses
- August Metzger (1832–1917), Forstzoologe
- Hugo Mosler (1875–1956), Professor der Fernmelde- und Funktechnik der TH Braunschweig, Brauereidirektor, v. Corps Saxonia-Berlin
- Gerhard Oncken (1836–1898), Gutsbesitzer, Bürgermeister von Wittmund, MdHdA, v. Corps Rhenania Heidelberg (KSCV)
- Hermann Rahe (1913–1998), Jurist, Leitender Ministerialrat, Direktor der Deutschen Richterakademie in Trier, 1982 bis 1986 Vorstandsvorsitzender des VAC, Gründer des Stiftervereins Alter Corpsstudenten, n. Corps Silesia Breslau (KSCV), n. Corps Marchia Brünn (KSCV)
- Ernst Ramdohr (1839–1922), Gymnasiallehrer, Mitglied des Preußischen Abgeordnetenhauses
- Otto Scheib (1893–1965), Architekt und Stadtplaner, v. Corps Suevia München (KSCV)
- Curt Schlüter (1881–1944), Naturwissenschaftler und Unternehmer, v. Corps Borussia Halle (KSCV)
- Ferdinand Siegert (1865–1946), Kinderarzt, v. Corps Rhenania Freiburg (KSCV)
- Herbert Siegmund (1892–1954), Professor für Pathologe an der Universität Kiel, v. Corps Silesia Breslau (KSCV)
- Edmund von Steiger (1836–1908), Pfarrer, Berner Regierungsrat, Schweizer Nationalrat, Präsident des Schweizerischen Roten Kreuzes, v. Schweizerischer Zofingerverein (Zofingia)

## Corps Friso-Cheruskia Karlsruhe
- Hugo Borbeck (1881–1956), Vorstandsmitglied der Vereinigten Deutschen Metallwerke
- Armin B. Cremers (* 1946), Mathematiker und Informatiker, Dekan der Mathematisch-Naturwissenschaftlichen Fakultät (2004 bis 2008) und Prorektor für Planung und Finanzen (2009–2014) der Universität Bonn, Gründer und wissenschaftlicher Direktor des Bonn-Aachen International Center for Information Technology (2002–2014)
- Otto Gruber (1883–1957), Professor für Baukonstruktionslehre, Baugefügelehre und Baustofflehre, Rektor der TH Aachen
- Wilhelm Keppler (1882–1960), Ingenieur, Manager, 1938–1945 Staatssekretär im Auswärtigen Amt, Aufsichtsratsvorsitzender der BRABAG, Initiator des Keppler-Kreises
- Paul Kleinewefers (1905–2001), Unternehmer, Mäzen und Schriftsteller

- Werner Leins (1912–1994), Leiter des Autobahnamtes Baden-Württemberg, Professor für Straßenwesen, Erd- und Tunnelbau an der TH Aachen, Direktor des Instituts für Straßenwesen

### Corps Frisia Karlsruhe
- Alfred Friedrich Bluntschli (1842–1930), Architekt, Professor für Architektur an der ETH Zürich
- Ernst Heller (1848–1909), Industrieller, Generaldirektor der Hanomag
- Johann Mathias von Holst (1839–1905), baltisch-deutscher Architekt
- August Jacob Georg Howaldt (1870–1937), Schiffbauer und Unternehmer
- Georg Howaldt (1841–1909), Schiffbauer, Gründer der Howaldtswerke AG
- Reinhold Krohn (1852–1932), Ingenieur, Professor für Brückenbau an der TH Aachen und TH Danzig, Rektor der TH Danzig, Leiter der Brückenbauanstalt Sterkrade der Gutehoffnungshütte, Mitglied des Preußischen Herrenhauses
- Hermann Paucksch (1816–1899), Maschinenbau-Unternehmer
- Otto Stromeyer (1881–1943), Tabakfabrikant, Zeitungsverleger, Aufsichtsratsvorsitzender der Bayerischen Flugzeugwerke AG und der Süddeutschen Terrain AG

### Corps Cheruskia Karlsruhe
- Hermann Billing (1867–1946), Architekt des Jugendstils, Professor für Architektur an der Technischen Hochschule Karlsruhe
- Friedrich Blochmann (1858–1931), Professor für Zoologie
- Wilhelm Platz (1866–1929), Schriftsteller
- Julius Pohlig jun. (1870–1942), Direktor und Aufsichtsratsmitglied der Pohlig AG, Wegbereiter des Seilbahnbaus
- Ernst Schiele (1865–1933), Industrieller des Heizungs- und Lüftungsanlagenbaus, Mitglied der Hamburgischen Bürgerschaft
- Rudolf Schmick (1858–1934), Bauingenieur, Wasserkraftpionier

## Corps Germania Hohenheim
- Karl Bosch (* 1937), Statistiker, Professor am Institut für Angewandte Mathematik und Statistik der Universität Hohenheim
- Klaus Werner Eichhorn (1938–1994), Agrarwissenschaftler, Phytopathologe und Rebschutzexperte, Honorarprofessor an der Universität Kaiserslautern
- Roland Graf von Faber-Castell (1905–1978), Fabrikant für Schreibgeräte in Stein bei Nürnberg
- Gustav Fingerling (1876–1944), Agrikulturchemiker
- Peter G. Fuchß (* 1946), Agrarökonom, Weinbauexperte, Ministerialdirigent

- John C. Funch (1852–1935), Agronom, Gutsbesitzer, Geheimen Ökonomie-Rat, Vorsitzender der Oldenburger Landwirtschaftskammer, Oldenburgischer Landtagsabgeordneter, Gründungs- und Ehrenmitglied der Deutschen Landwirtschafts-Gesellschaft (DLG), Initiator des Promotionsrechts für die Hochschule Hohenheim
- Hans Geidel (1926–2020), Informatiker, Pionier der digitalen Agrarstatistik in Deutschland
- Harry Hahn (1915–2003), Professor für Chemie
- Friedrich W. Hehl (* 1937), Professor für theoretische Physik, v. Corps Stauffia Stuttgart
- Rolf Jördens (* 1946), Agrarwissenschaftler
- Georg Keidel (1875–1957), Landwirt, Präsident des Verbandes der landwirtschaftlichen Genossenschaften in Baden
- Walter Keidel (1911–1997), Vorstandsvorsitzender der Zentral-Genossenschaft Raiffeisen Karlsruhe
- Helmut Kilpper (1919–1996), Vorstandssprecher der Südzucker Mannheim AG
- Ulrich Koester (* 1938), Professor für Agrarökonomie
- Albrecht Köstlin (1905–1970), Agrarökonom, Professor und Direktor des Instituts für landwirtschaftliche Bauforschung an der Bundesforschungsanstalt für Landwirtschaft in Braunschweig-Völkenrode
- Wolfgang Kraus (1931–2025), Professor für Organische Chemie an den Universitäten Tübingen und Hohenheim
- Werner Lindenbein (1902–1987), Professor für Samenkunde
- Hubert Luschka (1870–1927), Landwirtschaftslehrer und Agrarpolitiker
- Friederich Maier-Bode (1868–1952), Landwirtschaftslehrer und landwirtschaftlicher Fachautor
- Hermann Mölbert (1916–1997), Agrarökonom, Landarbeitswissenschaftler und Bautechnologe, Geschäftsführer des Kuratoriums für Technik und Bauwesen in der Landwirtschaft
- Eugen Mühlschlegel (1861–1945), Landwirtschaftslehrer
- Adolf Münzinger (1876–1962), Agronom, Professor für Landwirtschaftliche Betriebslehre und mehrmaliger Rektor der Landwirtschaftlichen Hochschule Hohenheim, Abgeordneter zur Vorläufigen Volksvertretung für Württemberg-Baden, Namensgeber des Münzingerpreises für erfolgreiche Landwirte
- Friedrich Wilhelm Nagel (1940–2024), Agrarwissenschaftler und Ökonom
- Helmut Prassler (1923–1987), Agronom, Präsident der Landesanstalt für Umweltschutz Baden-Württemberg in Karlsruhe, MdB
- Ludwig Reiner (1937–2023), Agrarwissenschaftler, Pionier der Agrarinformatik in Deutschland
- Walter Erich Schäfer (1901–1981), Agronom, Dramaturg, Generalintendant der Stuttgarter Bühnen, Förderer des Stuttgarter Balletts
- Yamamoto Teijirō (1870–1937), Agronom, Unternehmer, Abgeordneter zum Japanischen Unterhaus, japanischer Landwirtschaftsminister, Präsident des Deutsch-Japanischen Vereins
- Friedrich Wacker (1901–1979), Grünlandsoziologe
- Johann Wacker (1868–1934), Pflanzenbauwissenschaftler

## Corps Germania München
- Hugo Auvera (1857–1918), Ökonom, Königlicher Kommerzienrat, Mitinhaber und Geschäftsführer der Porzellanwerke Lorenz Hutschenreuther, Ehrenbürger von Hohenberg an der Eger
- Roland Betsch (1888–1945), Ingenieur, Schriftsteller
- Kurt Böhner (1914–2007), Prähistoriker und Archäologe, Direktor des Römisch-Germanischen Zentralmuseums in Mainz
- Markus Buchheit (* 1983), Politiker (AfD), Politologe, Jurist, Mitglied des Europäischen Parlaments seit 2019, v. Corps Pomerania-Silesia
- Herbert Deppe (* 1963), Extraordinarius für Zahnärztliche Chirurgie und Implantologie am Klinikum rechts der Isar der Technischen Universität München
- Emanuel Christa (1874–1948), Professor für Mineralogie und Kristallographie
- Michael Doeberl (1861–1928), Professor für Bayerische Landesgeschichte an der Ludwig-Maximilians-Universität München, Nestor der bayerischen Geschichtsschreibung, Gründungsvorsitzender der Kommission für bayerische Landesgeschichte, Mitglied der Bayerischen Akademie der Wissenschaften, Ehrenbürger der Stadt Waldsassen
- Max Edelmann (1874–1940), Physiker, Professor, Fabrikant wissenschaftlicher Instrumente
- Max Thomas Edelmann (1845–1913), Ingenieur, Professor für Physik an der TH München, Gründer und Besitzer des Physikalisch-Mechanischen Instituts zur Herstellung physikalischer Präzisionsapparate in München
- Hans Erlwein (1872–1914), Architekt, Dresdner Stadtbaurat, Mitglied des Magistrats von Dresden, Königlich sächsischer Professor
- Karl Eymann (1888–1962), Ingenieur und Direktor der I.G. Farbenindustrie AG, Träger der DECHEMA-Medaille
- Erwin Ferber (1885–1976), Hochschullehrer für Technische Chemie, Rektor der TH Breslau von 1937 bis 1944
- Georg Hahn (1841–1889), Landschafts- und Genremaler
- Eugen Jäger (1842–1926), Verleger und Publizist, Abgeordneter zum Bayerischen Landtag und zum Deutschen Reichstag, Stifter des Corps
- Fritz Junghans (1901–1962), Jurist, Präsident und Generalsekretär des ADAC
- Friedrich Kirchhoff (1890–1978), Maschinenbau-Unternehmer
- Carl Knott (1892–1987), Ingenieur, Direktor der Siemens-Schuckert-Werke
- Herbert Kupfer (1927–2013), Ingenieur, Professor für Massivbau und Präsident der Technischen Hochschule München
- Ludwig Marckert (1850–1904), Münchner Architekt des Historismus
- Fritz Medicus (1869–1945), Vorstandsmitglied der VEW
- Franz Obermayr (* 1952), österreichischer Politiker, Mitglied des Europäischen Parlaments, v. Corps Frankonia Brünn (KSCV), v. Corps Alemannia Wien (KSCV)
- Wilhelm Reissmüller (1911–1993), Verleger, Herausgeber des Donaukurier
- Karl Roemer (1899–1984), Jurist, erster deutscher Generalanwalt am Gerichtshof der Europäischen Gemeinschaften in Luxemburg
- Richard Rothe-Roth (1898–1972), Marine-Offizier, Konteradmiral, letzter Admiralstabschef der Kriegsmarine, Kommandant des Panzerschiffs Admiral Scheer
- Gabriel Ritter von Sedlmayr (1850–1931), Ökonom, Besitzer der Franziskaner-Leist-Brauerei, Vorstandsmitglied des Bayerischen Brauerbundes, Vorsitzender des Aufsichtsrats der Hypotheken- und Wechselbank
- Gabriel von Seidl (1848–1913), Architekt, Professor, Ehrenkonservator des Bayerischen Nationalmuseums, Ehrenmitglied der Bayerischen Akademie der Künste, Ehrenbürger von München, Speyer und Bad Tölz, Ritter des zivilen Ordens Pour le Mérite
- Bernhard Wieck (1845–1913), Ingenieur, Direktor der Berliner Grundrentengesellschaft, erster Amts- und Gemeindevorsteher von Grunewald, Stifter des Corps

## Corps Hannovera Hannover
- Rolf Anselm (* 1942), Bauingenieur, Professor an der Hochschule Bremen
- Paul Ehlers (1854–1934), Wasserbauingenieur
- Klaus Elgeti (1934–2022), Verfahrenstechniker, außerplanmäßigen Professor für Thermodynamik und Verfahrenstechnik an der RWTH Aachen (1972–1994)
- Franz Frese (1850–1932), Ingenieur, Professor für Maschinenbau, Gründer des Maschinen-Ingenieur-Laboratoriums und Rektor der Technischen Hochschule Hannover
- Gustav Glunz (1910–1982), Ingenieur und Ministerialbeamter, Mitbegründer der europäischen Flugsicherungsbehörde Eurocontrol
- Robert Gürschner (1857–nach 1927), Bauingenieur
- Carl Hagemann (1867–1940), Chemiker, Vorstand der I.G. Farben, Kunstmäzen
- Wilhelm Heinrich (1882–1944), Baumeister, Direktor und Vorstandsmitglied der AG Ruhr-Lippe-Kleinbahnen
- Wilhelm Krüger (1871–1940), Wasserbau-Ingenieur, Hafenbaudirektor in Wilhelmshaven
- Heinrich Lahmann (1860–1905), Arzt und Naturheiler
- Otto Ruprecht (1860–1946), Architekt und Baubeamter
- Georg Schmidt (1871–1955), Professor für Elektrotechnik, Rektor des Thüringischen Technikums
- Adolf Eugen Schulte (1874–1941), Vorstandsvorsitzender der Eisenbahnsignal-Bauanstalten Max Jüdel, Stahmer, Bruchsal AG, Geschäftsführer der Vereinigten Eisenbahn-Signalwerke GmbH, Aufsichtsratsvorsitzender der National-Jürgens-Brauerei AG
- Günther Schulze-Fielitz (1899–1972), Bauingenieur, Staatssekretär im Reichsministerium für Bewaffnung und Munition
- Kurt Sellnick (1894–1975), Schauspieler, Regisseur, Schriftsteller und Dramaturg
- Wilhelm Stein (1870–1964), Erbauer der Hamburger Hochbahn, Vorstandsvorsitzender und Aufsichtsratsvorsitzender der Hamburger Hochbahn AG, n. Corps Berolina Berlin
- Otto Steinhoff (1873–1931), Generaldirektor der Halberstadt-Blankenburger Eisenbahngesellschaft
- Hanns Teichmann (1929–2017), Professor für Siedlungswasserwirtschaft und Abfalltechnik
- Hans Kurt Tönshoff (* 1934), Maschinenbauingenieur, Professor für Fertigungstechnik und spanende Werkzeugmaschinen an der Technischen Universität Hannover, Gründer und Vorstand des Laser-Zentrums Hannover, Gründer und Geschäftsführer des Instituts für Integrierte Produktion Hannover
- Günter Warnecke (1937–2024), Universitätsprofessor für Fertigungstechnik, Werkzeugmaschinen und Betriebsorganisation
- Luis Weiler (1863–1918), Eisenbahn-Bauingenieur, Generaldirektor der siamesischen Staatsbahn
- Eduard Wendebourg (1857–1940), Architekt des Historismus
- Gustav Wesemann (1879–nach 1931), Vorstand der Deutschen Werke AG und der Berlin-Karlsruher Industrie-Werke AG

### Corps Neo-Franconia Breslau
- Fritz Torno (1881–1962), Architekt in Hannover, n. Corps Normannia Hannover

### Corps Ostfalia Hannover
- Richard Fischer (1870–1928), Architekt
- Hinrich Magens (1857–1925), Ingenieur und Unternehmer, Erfinder des Transportbetons
- Otto Meyer (1865–1939), Bauingenieur, Generaldirektor der Wayss & Freytag AG
- Carl Pirath (1884–1955), Verkehrswissenschaftler, Ordinarius für Eisenbahn- und Verkehrswesen der Technischen Hochschule Stuttgart
- Emil Thormählen (1859–1941), Architekt

## Corps Hannoverania Hannover
- Wilhelm Brass (1926–2011), Kynologe, Professor für Veterinärmedizin
- Wilhelm Schulze (1920–2002), Professor der Veterinärmedizin an der Universität Leipzig und Tierärztlichen Hochschule Hannover
- Alfred Trautmann (1884–1952), Human- und Veterinärmediziner, Professor für Histologie und Embryologie an der Tierärztlichen Hochschule Dresden und der Universität Leipzig, später Leiter des Physiologischen Instituts der Tierärztlichen Hochschule Hannover, deren Rektor 1945–1948, v. Corps Albingia Dresden, v. Corps Saxo-Thuringia München
- Gustav von Vaerst (1858–1922), Landestierarzt, Professor für Tierheilkunde, v. Corps Teutonia Berlin, n. Corps Saxo-Thuringia München

## Corps Hansea Mannheim-Heidelberg (1934 aus dem WSC ausgetreten)
- Otto Hummel (1892–1980), Wirtschaftswissenschaftler, Rektor der Reichsuniversität Posen
- Heinrich Nicklisch (1876–1946), Professor für Einzelwirtschaftslehre an den Handelshochschulen Mannheim und Berlin, Rektor der Handelshochschule Berlin, v. Corps Hermunduria Leipzig
- Karl Friedrich Rößle (1893–1957), Professor für Betriebswirtschaftslehre

## Corps Hassia Darmstadt
- Eugen Bracht (1842–1921), Landschaftsmaler
- Peter Braun-Angott (* 1940), Professor für Mathematik
- Alexander von Brill (1842–1935), Professor für Mathematik
- Wilhelm Dittmar (1833–1892), Professor für Chemie am Anderson's College der Medizin in Glasgow
- Friedrich Friedländer (1825–1901), deutsch-böhmischer Genremaler, n. Corps Franconia Berlin, n. Corps Teutonia Wien
- Heinrich Claudius Geier (1834–1896), Architekt und Unternehmer, Abgeordneter der 2. Kammer der Landstände des Großherzogtums Hessen
- Hans Gericke (1871–1912), Ingenieur, Luftschiffer
- Friedrich Heinzerling (1824–1906), Brückenbauingenieur, Rektor der RWTH Aachen
- Wilhelm Jutzi (* 1933), Professor für Elektrotechnische Grundlagen der Informatik und Digitale Speicher
- Rudolf Kindt (1873–1928), Verleger und Schriftsteller, Abgeordneter zum Landesrat von Deutsch-Südwestafrika und zum Landtag des Volksstaates Hessen
- Gustav Lachmann (1896–1966), Flugzeugingenieur, Pionier der europäischen Luftfahrt
- Tim Christian Lüth (* 1965), Elektrotechnikingenieur, Professor für computer- und robotergestützten Medizintechnik an der Charité, Co-Direktor der Klinik für Mund-, Kiefer- und Gesichtschirurgie, Klinische Navigation und Robotik am Virchow-Klinikum der Charité, Professor für Mikrotechnik und Medizingerätetechnik an der Technischen Universität München
- Theodor Melior (1853–1940), General der Infanterie
- Stephan Prager (1875–1969), Architekt, Baubeamter, Leiter der Landesplanung von Nordrhein-Westfalen, Überlebender des Holocaust
- Karlheinz Roik (1924–2009), Professor für Stahlverbundbau
- Gustav Schleicher (1823–1879), Ingenieur, Mitglied des US-amerikanischen Kongresses, n. Corps Starkenburgia (KSCV)
- Adolf Schmitz (1825–1894), Historienmaler und Illustrator
- Jürgen Schneider (* 1934), Bauunternehmer (ausgeschieden)
- Richard Schneider (1903–1998), Bauunternehmer
- Carl Schorlemmer (1834–1892), Chemiker
- Adolph Strecker, (1822–1871), Chemiker, n. Corps Teutonia Gießen (KSCV)
- Ernst Vowinkel (1823–1879), preußischer Landrat im Kreis Meisenheim, n. Corps Hassia-Gießen (KSCV)

## Corps Helvetia Zürich
- Arnold Bachofen (1840–1894), Basler Architekt, Schweizer Oberstleutnant, v. Corps Rhenania ZAB, Stifter des Corps
- Wilhelm Bachofen (1841–1922), Basler Bauunternehmer und Grossrat, v. Corps Rhenania ZAB, Stifter des Corps
- Hermann Dingler (1846–1935), Botaniker, Professor an der Forstakademie Aschaffenburg, n. Corps Onoldia Erlangen (KSCV)
- Eugen Fahrländer (1844–1917), Oberstkorpskommandant der Schweizer Armee
- Jules Folly (1846–1906), Schweizer Ingenieur und Oberst, Leiter der Abteilung für Festungsbau im Bundesamt für Genie
- Hermann Freuler (1841–1903), Schweizer Politiker, Mitglied des Schweizer Ständerates
- Rudolf Gallati (1845–1904), Schweizer Politiker, Präsident des Schweizer Nationalrates (1896)
- Alfred Laubi (1846–1909), Schweizer Eisenbahningenieur, n. Corps Stauffia Stuttgart
- Fritz Lotz (1842–1894), Schweizer Architekt und Genie-Oberstleutnant, Kommandant der baselstädtischen Feuerwehr und Basler Grossrat, v. Corps Rhenania ZAB, Stifter des Corps
- Arnold Ringier (1845–1923), Schweizer Politiker, Forstwart und Offizier, Regierungsrat des Kantons Aargau
- Hieronimus Seeli (1838–1912), erster Glarner Kantonsoberförster, v. Corps Rhenania ZAB, Stifter des Corps
- Jakob Johann von Weyrauch (1845–1917), Mathematiker, Rektor der Technischen Hochschule Stuttgart, n. Corps Tigurinia Zürich (KSCV)

## Corps Hercynia Clausthal
- Robert Biewend (1844–1913), Professor für Eisenhüttenkunde an der Bergakademie Clausthal
- Jochen Friedrich Kirchhoff (1927–2019), Unternehmer, Vorsitzender des Beirates und des Gesellschafterkreises der Kirchhoff Gruppe
- Friedrich Klockmann (1858–1937), Mineraloge, Professor für Mineralogie und Petrografie, Rektor der RWTH Aachen, Namensgeber des Klockmannits, Verfasser des 1911 erstmals erschienenen Lehrbuch der Mineralogie
- Hugo Koch (1845–1932), Direktor der Berginspektion in Tarnowitz in Oberschlesien, Direktor des staatlichen Blei- und Silbererzbergwerkes Friedrichsgrube, Leiter des Hüttenamtes in Friedrichshütte, Honorarprofessor der Technischen Hochschule Braunschweig
- Wulf Dietrich Liestmann (* 1937), Stahlmanager
- Walter Lippe (1885–1963), Bergdirektor, Abgeordneter zum Sächsischen Landtag, v. Corps Franconia Fribergensis
- Karl Schuh (1876–1960), Eisenhütteningenieur, Vorstand der AG für Hüttenbetrieb im Thyssen-Konzern, Vorstand der Vereinigten Stahlwerke, Hüttendirektor des Hüttenbetriebes in Meiderich
- Gustav Weinholz (1874–1951), Bergbauingenieur, Vorstand der Braunschweigischen Kohlen-Bergwerke AG

## Corps Hermunduria Leipzig zu Mannheim
- Karl von der Aa (1876–1937), Wirtschaftspädagoge
- Karl Banse (1901–1977), Wirtschaftswissenschaftler, Professor für Betriebswirtschaftslehre an der Handelshochschule Königsberg und den Universitäten Würzburg und Frankfurt am Main
- Franz Dörfel (1879–1959), österreichischer Wirtschaftswissenschaftler, Professor für Betriebswirtschaftslehre an der Hochschule für Welthandel, Verkehrsfachmann
- Franz Findeisen (1892–1962), Professor für Betriebswirtschaftslehre an der Handelshochschule Leipzig
- Fritz Fleege-Althoff (1886–1945), ord. Professor für Betriebswirtschaftslehre an der Handelshochschule Königsberg
- Hermann Großmann (1872–1952), Professor für betriebswirtschaftliche Steuerlehre an der Handelshochschule Leipzig
- Heinrich Nicklisch (1876–1946), Professor für Einzelwirtschaftslehre an den Handelshochschulen Mannheim und Berlin, Rektor der Handelshochschule Berlin, n. Corps Hansea Mannheim
- Balduin Penndorf (1873–1941), Wirtschaftswissenschaftler, Rektor der Handelshochschule Leipzig
- Heinrich Sommerfeld (1884–1950), Wirtschaftswissenschaftler, n. Corps Rheno-Nicaria Mannheim

## Corps Irminsul
- Axel Bruhn (1904–1983), Jurist, Abgeordneter zur Hamburgischen Bürgerschaft
- Alfredo Dornheim (1909–1969), argentinischer Germanist, Professor an der Universidad Nacional de Cuyo in Mendoza/Argentinien, Mitbegründer der Internationalen Vereinigung für Germanistik
- Klaus Dudek (* 1954), Professor für Allgemeines Steuerrecht an der Fachhochschule für Finanzen Nordrhein-Westfalen, v. Corps Markomannia Bonn
- Wilhelm Endemann (* 1902; † nach 1963), Tabakzüchter
- Wolfgang Eymer (1905–1969), Stadtrat in der Hansestadt Stettin, SS-Standartenführer und Vorsitzender des Gaugerichts Pommern sowie des Reichsehrengerichts des NS-Altherrenbundes
- Hermann Frenzel (1895–1967), Mediziner, Professor für Hals-Nasen-Ohrenheilkunde und Dekan an der Universität Göttingen, Entwickler der Frenzelbrille, v. Corps Marchia Greifswald
- Hermann Gebbers (1879–1952), Nationalökonom, Landrat von Bückeburg und Stadthagen
- Hans Kähler (1912–1983), Sprachwissenschaftler, Professor für Südseesprachen an der Universität Hamburg
- Hans Klose (1880–1963), Leiter der Reichsstelle für Naturschutz und der Bundesanstalt für Naturschutz und Landschaftspflege, Vater des Reichsnaturschutzgesetzes von 1935, v. Corps Marchia Greifswald
- Franz Lehmann (1881–1961), Apotheker, Professor für pharmazeutische Chemie an der Universität Greifswald, v. Corps Marchia Greifswald
- Karl-Heinz Lesnau (1935–1996), Mitglied des Berliner Abgeordnetenhauses, v. Corps Cheruscia Berlin
- Kurt Möbius (1908–1993), hessischer Landesbranddirektor, v. Corps Albingia
- Bernd Niehaus Quesada (* 1941), Außenminister der Republik Costa Rica, Botschafter Costa Ricas in Deutschland, Ungarn und Tschechien, Professor für Völkerrecht an der Universidad de Costa Rica, v. Corps Markomannia Bonn
- Karl Prahl (1882–1948), Kunstmaler und Mitglied der Hamburgischen Sezession
- Hergen Sander (* 1943), Jurist, Professor an der Fachhochschule für Finanzen Nordrhein-Westfalen
- Kurt Schmidt-Klevenow (1906–1980), SS-Führer, Leiter der Generaldirektion des Ministeriums für Landwirtschaft des Reichsprotektorats Böhmen und Mähren
- Wilhelm Schnee (1908–1978), Landrat des Bezirks Schwaz in Tirol, Regierungsdirektor beim Bundesrechnungshof, Datenschutzbeauftragter, Corps Irminsul
- Otto Schubert (1918–1978), Ritterkreuzträger, Professor für Tribologie an der Fachhochschule Gießen
- Karlheinz Spielmann (1908–1980), Jurist, Ehrenbürger der Stadt Iphofen, Gründer und Vorsitzender des Vereins gegen den parlamentarischen und bürokratischen Missbrauch in Dortmund
- Kurt Stapelfeldt (1898–1985), Rundfunkpionier und Intendant der Vorläuferin des Nordwestdeutschen Rundfunks NORAG
- Otto Waldmann (1885–1955), Tierseuchenforscher, Professor an der Universität Greifswald und Präsident der Reichsforschungsanstalt Insel Riems, Entdecker des Impfstoffes gegen die Maul- und Klauenseuche, v. Corps Saxo-Thuringia, v. Corps Vandalia Königsberg, v. Corps Marchia Greifswald
- Max Wartemann (1905–1993), Jurist, Staatssekretär beim Finanzministerium des Landes Schleswig-Holstein, Bürgermeister der Hansestadt Lübeck

## Corps Marchia Braunschweig
- Martin Gerike (1930–2017), Schiffbauingenieur, Streiter für die deutsch-polnische Annäherung und Aussöhnung
- Friedrich Georg Hamann (1889–1973), Elektroingenieur, Direktor und Vorstandsmitglied der Kommunalen Elektrizitäts-Lieferungsgesellschaft Sagan AG
- Alfred Schmidt (1879–nach 1931), Maschinenbauingenieur, Vorstand der Allgemeine Rohrleitung AG und der Herweg AG, Erfinder des Faltenrohrs
- Otto Siemen (1881–1966), Ingenieur, Pumpenfabrikant, Erfinder der selbstansaugenden Seitenkanalkreiselpumpe zur Förderung von Flüssigkeiten und Gasen

## Corps Marchia Greifswald
- Max Bleibtreu (1861–1939), Professor für Physiologie und Rektor der Universität Greifswald
- Hermann Frenzel (1895–1967), Mediziner, Professor für Hals-Nasen-Ohrenheilkunde und Dekan an der Universität Göttingen, Entwickler der Frenzelbrille, n. Corps Irminsul
- Hans Klose (1880–1963), Leiter der Reichsstelle für Naturschutz und der Bundesanstalt für Naturschutz und Landschaftspflege, Vater des Reichsnaturschutzgesetz von 1935, n. Corps Irminsul
- Franz Lehmann (1881–1961), Apotheker, Professor für pharmazeutische Chemie an der Universität Greifswald, n. Corps Irminsul
- Hugo Paul Friedrich Schulz (1853–1932), Professor für Pharmakologie an der Universität Greifswald, Entwickler der Arndt-Schulz-Regel
- Wolfgang Stammler (1886–1965), Professor an der Universität Fribourg, Germanist und Literaturhistoriker, v. Corps Holsatia Berlin, n. Corps Franco-Guestphalia
- Otto Waldmann (1885–1955), Tierseuchenforscher, Professor an der Universität Greifswald und Präsident der Reichsforschungsanstalt Insel Riems, Entdecker des Impfstoffes gegen die Maul- und Klauenseuche, v. Corps Saxo-Thuringia, v.Corps Vandalia Königsberg, n. Corps Irminsul

## Corps Marko-Guestphalia Aachen
- Walter Ameling (1926–2010), Professor für Elektrotechnik der RWTH Aachen
- Jean Bêché (1855–1917), Maschinenfabrikant in Hückeswagen
- Wilhelm Borchers (1856–1925), Professor für Metallhüttenkunde an der RWTH Aachen, Geheimer Regierungsrat, Rektor der Hochschule und Namensgeber der Borchers-Plakette für ausgezeichnete Promotionen an der RWTH Aachen
- Ernst Diepschlag (1885–1953), Ordinarius für Eisenhüttenkunde und Gießereiwesen der TH Breslau, später Professor für Eisenhüttenkunde an der Bergakademie Freiberg, Rektor der Bergakademie 1947–1949
- Karl Faymonville (1875–1930), Kunsthistoriker
- Carl Fincken (1876–1936), Ingenieur, Zeitungsverleger
- Karl-Otto Frielinghaus (1913–2000), Professor für Foto- und Kinotechnik an der TH Ilmenau
- Ricardo García Granados (1851–1930), mexikanischer Botschafter in San Salvador und Kuba, Politiker, Ingenieur und Schriftsteller, v. Corps Alemannia Karlsruhe, Stifter des Corps
- Hans Gissel (* 1931), AEG-Vorstand für Nachrichtentechnik, Verteidigungstechnik und Forschung, IEC-Präsident 1993–1995
- Roland Irmann (1891–1973), Metallurg, Pionier des Sinter-Aluminium-Pulvers
- Paul Knufinke (1932–2012), Professor für Markscheidewesen, Leiter des Instituts für Markscheidewesen, Bergschadenkunde und Geophysik im Bergbau der RWTH Aachen
- Fritz Marguerre (1878–1964), Vater der Mannheimer Fernwärme, u. a. Erfinder der Voith-Marguerre-Kupplung, Ehrenbürger der Stadt Mannheim
- Harald Ortwig (* 1959), Professor für Fluidtechnik, Hydraulik und Pneumatik an der Fachhochschule Trier, n. Corps Marchia Brünn (KSCV)
- Michael Pohl (* 1943), Eisenhüttenkundler, Professor für Werkstoffprüfung
- Bernhard Salomon (1855–1942), Professor an der RWTH, Generaldirektor der W. Lahmeyer & Co
- Ulrich Schmidt von Altenstadt (* 1928), Architekt, Stadtplaner
- Wolf-Dieter Schneider (* 1942), Vorstandsvorsitzender und Aufsichtsratsvorsitzender der Deutsche Gießerei- u. Industrie-Holding AG, Honorarprofessor Optimierung Gießereitechnischer Prozesse an der TU Bergakademie Freiberg, n. Corps Cheruscia Berlin
- Eckhard Schulze-Fielitz (1929–2021), Architekt
- Dieter Wellershoff (1933–2005), Admiral der Bundesmarine, Generalinspekteur der Bundeswehr 1986–1991

### Corps Albingia Dresden zu Aachen
- Georg Bock von Wülfingen (1868–1952), Generalmajor
- Hans Bredow (1879–1959), Ingenieur, einer der Begründer des Rundfunks in Deutschland, n. Corps Teutonia Berlin
- Wilhelm Ellenberger (1848–1929), Professor für Veterinärmedizin an der Tierärztlichen Hochschule Dresden, Königlich Sächsischer Geheimrat, Rektor der Hochschule und Namensgeber des Nachwuchsförderpreises der veterinärmedizinischen Fakultät Leipzig, v. Corps Saxonia Dresden, Corps Gothia Dresden
- Reinhard Froehner (1868–1955), Veterinärhistoriker, n. Corps Lugia Breslau
- Kurt Kärnbach (1877–1914), Professor für Veterinärmedizin an der Tierärztlichen Hochschule Berlin
- Kurt Möbius (1908–1993), hessischer Landesbranddirektor, n. Corps Irminsul
- Johannes Schmidt (1870–1953), Professor für Spezielle Pathologie, Therapie der Haustiere und Gerichtliche Tiermedizin, Stifter eines Corps, sp. Teutonia Berlin
- Paul Schumann (1884–1961), Tierarzt, Direktor des Tiergesundheitsamtes Breslau, Professor der Tierheilkunde an der Universität Halle
- Hermann Sinnhuber (1878–1961), Generaldirektor der Norddeutschen Kabelwerke AG, Pionier der drahtlosen Telegraphie
- Karl Wilhelm Specht (1894–1953), General der Infanterie
- Oscar Tellgmann (1857–1936), Fotograf
- Alfred Trautmann (1884–1952), Human- und Veterinärmediziner, Professor für Histologie und Embryologie an der Tierärztlichen Hochschule Dresden und der Universität Leipzig, später Leiter des Physiologischen Instituts der Tierärztlichen Hochschule Hannover, deren Rektor 1945–1948, n. Corps Saxo-Thuringia München, n. Corps Hannoverania Hannover
- Ewald Weber (1876–1944), Tierarzt, Professor für Buiatrik, Direktor der Ambulatorischen Tierklinik der Universität Leipzig

## Corps Montania Aachen
- Andreas Arzruni (1847–1898), Professor für Mineralogie, Ehrenmitglied
- Heinz Borchers (1903–1993), Professor der Metallkunde und Metallurgie
- Robert Brenner (1862–1935), Bergingenieur, Generaldirektor und Vorstandsmitglied der Arenberg'schen AG für Bergbau und Hüttenbetrieb
- Alexander Classen (1843–1934), Professor für anorganische und analytische Chemie, Ehrenmitglied, v. Corps Teutonia Gießen (KSCV)
- Urban Cleve (* 1930), Leichtathlet, Maschinenbauingenieur, Anlagenbau-Manager
- Ludwig Czimatis (1861–1942), Gewerbebeamter, Sozialpolitiker, Wegbereiter des Arbeitsschutzes
- Ernst Friedrich Dürre (1834–1905), Professor für Hüttenkunde, Rektor der RWTH Aachen, Ehrenmitglied
- Arthur Eichengrün (1867–1949), Chemiker, Fabrikant, Erfinder des Kunststoffs Cellon sowie Entdecker des Aspirin
- Friedrich Heinrich Funke (1854–1920), Essener Industrieller
- Karl Theodor Geilenkirchen (1877–1954), Eisenhüttenmann, Direktor der Elektrostahl GmbH, Hauptgeschäftsführer des Vereins Deutscher Eisengießereien
- Ludwig Gerstein (1928–1994), Bergwerksdirektor, MdB
- Gisbert Gillhausen (1856–1917), Bauingenieur, Industriemanager, Politiker
- Bernhard Grau (1856–1924), Generaldirektor der Eisenwerk Kraft AG
- Robert Hasenclever (1841–1902), Industrieller, Generaldirektor der Chemischen Fabrik Rhenania in Stolberg, Ehrenmitglied
- Emile Hiertz (1857–1919), luxemburgischer Chemiker und Hüttenmann, Pionier der Hochofentechnologie
- Hans Honsel (1910–1977), Metallhüttenmann, Fabrikant, Vorstandsmitglied und Mitinhaber der Honsel-Werke AG
- Arnold Jung (1859–1911), deutscher Unternehmer, Gründer und Alleineigentümer der Arnold Jung Lokomotivfabrik
- Fritz Kintzlé (1852–1908), Eisenhüttenmann, Generaldirektor des Aachener Hütten-Aktienverein
- Adolf Klinkenberg (1881–1957), Eisenhüttenmann, Vorstand der Gelsenkirchener Bergwerks-AG, der Deutsch-Luxemburgischen Bergwerks- und Hütten-AG und der Vereinigte Stahlwerke AG, Vorstandsvorsitzenden der Dortmund-Hörder Hüttenunion AG
- Hans Heinrich Landolt (1831–1910), Professor für Chemie, Ehrenmitglied, v. Corps Marchia Breslau (KSCV)
- Gustav Martin (1862–1947), Chemiker, Vorstand und Generaldirektor der Silikat- und Schamotte-Fabriken Martin & Pagelstecher AG, v. Corps Franconia Karlsruhe
- August Michaelis (1847–1916), Professor für organische Chemie, Ehrenmitglied
- Karl Mienes (1905–1990), Kunststoffchemiker und -techniker
- Gustav Möllenberg (1886–1970), Eisenhüttenmann, Generaldirektor Dürkopp Werke AG, Hüttendirektor und Vorstandsvorsitzender der Westfalia-Dinnendahl-Gröppel AG, Präsident des Vereins Deutscher Maschinenbau-Anstalten e. V.
- Constant de Muyser (1851–1902), luxemburgischer Eisenbahningenieur, Industrieller und Numismatiker
- Heinrich Nipper (1901–1968), Metallurg, Professor für Gießereiwesen der Eisen- und Nichteisenmetalle, Ministerialrat im Reichserziehungsministerium
- Klaus Nürnberg (1929–2015), Metallurg
- Gustav Poel (1917–2009), U-Boot-Kommandant im Zweiten Weltkrieg, Vorstandsmitglied in der rheinischen Stahlindustrie, Unternehmensberater
- Carl Rudolf Poensgen (1863–1946), Industrieller, Kommerzienrat, v. Corps Franconia Karlsruhe
- Karlheinz Rösener (1933–2024), Industriemanager
- Fritz Rothe (1867–1958), Chemiker, Vorstand der Kali-Chemie AG, Erfinder des Rothe-Frank-Caro-Verfahrens zur Herstellung von Kalkstickstoff
- Hermann Schenck (1900–1991), Metallurge, Direktor des Instituts für Eisenhüttenkunde an der RWTH Aachen
- Thomas A. Schildhauer (* 1963), Chirurg und Ärztlicher Direktor, Direktor der Chirurgischen Klinik des Berufsgenossenschaftlichen Universitätsklinikums Bergmannsheil in Bochum
- Gerhard Schloemer (1924–2008), Unternehmer
- Friedrich Springorum (1858–1938), Eisenhüttenmann, Generaldirektor der Eisen- und Stahlwerke Hoesch AG
- Fritz Springorum (1886–1942), Eisenhüttenmann, Generaldirektor, Vorstandsvorsitzender und Aufsichtsratsvorsitzender der Hoesch AG
- Friedrich Carl Trapp (1930–2020), Bauunternehmer

## Corps Montania Clausthal
- Ottmar Aockerblom (1890–1981), Bergbau- und Energiemanager
- Kurt Beißner (1915–1989), Berghauptmann des Oberbergamts Clausthal
- Alfredo Bensaúde (1856–1941), Mineraloge, Direktor des Instituto Superior Técnico in Lissabon
- Lothar Birckenbach (1876–1962), Chemiker, Professor für die Chemie des Berg- und Hüttenwesens, Rektor der Bergakademie Clausthal
- Paul Dierichs (1901–1996), Zeitungsverleger und Kunstmäzen, n. Corps Suevo-Guestphalia München
- Walter Eichholz (1894–1953), Vorstandsvorsitzender der August-Thyssen-Hütte
- Hermann Eichmeyer (1864–1928), Generaldirektor der Berzelius AG
- Eduard Ey-Steineck (1849–1931), Generalmajor
- Julius Grillo (1849–1911), deutscher Industrieller, Vorstand der Grillo-Werke
- Jürgen Großmann (* 1952), Alleingesellschafter der Georgsmarienhütte Holding GmbH, Vorstandsvorsitzender der RWE AG, n. Corps Hasso-Borussia (KSCV)
- Fritz Harney (1879–1953), Generaldirektor der Zuckerfabrik Nauen
- Franz Hellberg (1894–1970), Vorstand der Rheinbraun
- Carl Jaeger (1874–1932), Direktor der Henrichshütte in Hattingen, Vorstand der Ruhrstahl AG, v. Corps Borussia Clausthal
- Karl-Heinrich Jakob (1924–2012), Bergassessor a. D., Hauptgeschäftsführer der Wirtschaftsvereinigung Bergbau
- Max Rudolf Lehmann (1886–1965), Professor für Betriebswirtschaftslehre
- Ferdinand Raab (1878–1954), Generaldirektor der Anhaltischen Kohlenwerke
- August Schwemann (1862–1945), Geh. Bergrat, Professor für Bergbaukunde, Rektor der RWTH Aachen, v. Corps Teutonia Freiberg
- Karl-August Zimmermann (1927–2004), Eisenhüttenmann, Vorstand der Thyssen AG, Vorsitzender des Stahlinstituts VDEh

## Corps Normannia Hannover
- Heinrich Behrens (1920–1997), Tierarzt, Direktor des Tiergesundheitsamtes der Landwirtschaftskammer Hannover, Professor der Tierärztlichen Hochschule Hannover
- Wilhelm Bollwahn (1930–2008), Tierarzt, Professor der Schweinemedizin an der Tierärztlichen Hochschule Hannover
- Hellmut Doenecke (1900–nach 1959), Tierarzt, Professor an der Universität Breslau, Leiter der Universitätstierklinik Breslau
- Fritz Drahn (1888–1960), Tierarzt, Professor für Anatomie, Mitverfasser des Standardwerks der Tiermedizin Praktikum der tierärztlichen Geburtshilfe
- Kurt Ehlers (1908–1972), Tierarzt, Direktor der Tiergrotten in Bremerhaven
- Hanskarl Englert (1913–1995), Tierarzt, Leiter des Tierhygienischen Instituts in Freiburg, Professor für Hygiene und Zoonosen, v. Corps Suevo-Guestphalia München
- Horst Frerking (* 1934), Professor für Veterinärmedizin und Rektor der Tierärztlichen Hochschule Hannover
- Gottlieb Friese (1866–1945), Tierarzt, Hauptamtlicher Geschäftsführer des Preußischen Tierärztekammerausschusses
- Walter Groth (1921–1989), Tierarzt, Professor für Tierhygiene und Nutztierkunde
- Dietmar Harting (* 1939), persönlich haftender Gesellschafter der Harting Technologiegruppe, Präsident des Deutschen Instituts für Normung, v. Corps Suevo-Guestphalia München
- Hugo Hertwig (1841–1895), Tierarzt, Förderer einer wissenschaftlich fundierten tierärztlichen Fleischhygiene, v. Corps Franconia Berlin
- Heinrich Kaak (1891–1975), Tierarzt, Präsident der Tierärztekammer Schleswig-Holstein
- Dietrich Krause (* 1920), Professor für Pharmakologie an der Tierärztlichen Hochschule Hannover
- Christian Kuckuck (1844–1893), Tierarzt, Direktor des Zoos Hannover, n. Corps Franconia Berlin
- Friedrich Lindhorst (1867–1950), Tierarzt, Mitverfasser des Standardwerks der Tiermedizin Praktikum der tierärztlichen Geburtshilfe, v. Corps Franconia Berlin
- Bernard Malkmus (1859–1925), Veterinärmediziner, Professor für Chirurgie der Großtiere und erster gewählter Rektor der Tierärztlichen Hochschule Hannover
- Paul Oehmke (1867–1943), Landestierarzt in Braunschweig und Landesveterinärrat und vortragender Rat im braunschweigischen Ministerium, v. Corps Franconia Berlin
- Christoph Pante (1878–1960), Tierarzt, Vorsitzender des Vereins Beamteter Tierärzte Preußens, n. Corps Saxo-Thuringia München
- Otto Rasenack (1899–1976), Tierarzt, Schlachthofexperte, v. Corps Franconia Berlin, n. Corps Suevo-Guestphalia München
- Otto Regenbogen (1855–1925), Veterinärmediziner, Professor für Pharmakologie und Toxikologie an der Tierärztlichen Hochschule Berlin, n. Corps Franconia Berlin
- Ulrich Reuss (1918–1983), Tierarzt, Professor der Tierärztlichen Hochschule Hannover, Direktor des Tiergesundheitsamts der Landwirtschaftskammer Weser-Ems, n. Corps Neo-Baltia Dorpatensis (baltisches Corps)
- Wilhelm Rust (1863–1957), Tierarzt, Vorsitzender des Vereins Preußischer Beamteter Tierärzte, Präsident des Deutschen Veterinärrats
- Karl von Sande (1877–1951), Tierarzt, Bakteriologe, Leiter des Pharmazeutischen Instituts L. W. Gans in Frankfurt am Main und Oberursel, Direktor des Bakteriologischen und Serum-Instituts in Landsberg an der Warthe
- Reinhold Schmaltz (1860–1945), Tierarzt, Professor für Anatomie und Histologie, n. Corps Franconia Berlin
- Georg Schneidemühl (1853–1928), Tierarzt, Professor für vergleichende Pathologie an der Universität Kiel, v. Corps Franconia Berlin
- Carl Schultz (* 1898; † nach 1967), Tierarzt, Ministerialrat im Hessischen Innenministerium, Honorarprofessor der Universität Gießen
- Hans Schultz (1898–1982), Tierarzt, Honorarprofessor für Hufbeschlag und Leiter der Ambulatorischen Klinik der Tierärztlichen Hochschule Hannover, Leiter der Landeslehrschmiede Niedersachsen
- Albert Sonnenbrodt (1878–1966), Landstallmeister und Landestierarzt für Braunschweig, Professor für Tierzucht, v. Corps Franconia Berlin
- Valentin Stang (1876–1944), Professor für Tierzucht und Tierfütterungslehre, Hochschullehrer in Berlin, Präsident des Deutschen Veterinärrats, v. Corps Suevo-Salingia München
- August Stockelmann (1900–1945), Tierarzt, Landrat des Landkreises Schönberg, n. Corps Suevo-Salingia München
- Fritz Torno (1881–1962), Architekt in Hannover, v. Corps Neo-Franconia Breslau
- Emil Totzek (1898–1983), Tierarzt, Schlachthofexperte, Stadtveterinärdirektor in Dresden, Privatdozent für Fleischbeschaulehre, Bremer Landestierarzt
- Hermann Velmelage (1875–1948), Tierarzt, Namensgeber für die Uteruspumpe nach Velmelage und die Tracheal-Fixierzange nach Bartels und Velmelage
- Hans-Jürgen Voß (1903–1990), Tierarzt, Professor für spezielle Pathologie und Therapie der Haustiere und Gerichtliche Tiermedizin
- Martin Waßmund (1892–1956), Professor für Zahn-, Mund- und Kieferkrankheiten, v. Corps Franconia Berlin
- Hans Wehrs (1885–1953), Landestierarzt der Freien und Hansestadt Hamburg, n. Corps Suevo-Salingia München
- Ludwig Wolters (1892–1974), Tierarzt, Bakteriologe, Leiter des Bakteriologischen Instituts der Anhaltischen Kreise in Dessau, Gründer des Anhaltischen Serum-Instituts GmbH Dessau (ASID), n. Corps Franconia Berlin

## Corps Normannia-Vandalia München
- Hans Butz (1890–1970), Tierzuchtwissenschaftler
- Friedrich Wilhelm Dittmar (* 1935), Gynäkologe und Geburtshelfer
- Ernst Hohenstatter (1883–1954), Journalist und Schriftsteller
- Wilhelm Klein (1885–1955), Veterinärmediziner
- Karl Kröck (1897–1970), Nürnberger Architekt
- Johannes Nörr (1886–1974), Veterinärmediziner

## Corps Obotritia Darmstadt
- Egon Christian Andresen (1928–2010), Elektrotechniker, Professor für Elektrotechnik und Leiter des Instituts für Elektrische Energiewandlung der Technischen Hochschule Darmstadt
- Heinz Arnold (1906–1994), Opernregisseur, Professor für Operndarstellung
- Albert Frank (Ingenieur) (1841–1909), Professor für Maschinenbau, Rektor der Technischen Hochschule Hannover
- Carl Ludwig Theodor Graff (1844–1906), Architekt, Direktor der Kunstgewerbeschule Dresden
- Ernst Körting (1842–1921), Ingenieur und Industrieller, Pionier der Strahlpumpentechnik
- Klaus Scheufelen (1913–2008), Unternehmer, MdB, Ehrenvorsitzender der CDU Nord-Württemberg
- Heinrich Seidel (1842–1906), Ingenieur und Schriftsteller

## Corps Palaeo-Teutonia Aachen(Corps Teutonia Freiberg)
- Georg Du Bois (1874–1947), Schweizer Konsul, Vorstand der Deutschen Gold- und Silber-Scheideanstalt vormals Roessler AG
- Oscar Funcke (1885–1965), Unternehmer, MdB
- Adolf Görz (1857–1900), Großgrubenbesitzer und Bankier in Südafrika, Mäzen, v. Corps Saxo-Borussia Freiberg
- August Schwemann (1862–1945), Geh. Bergrat, Professor für Bergbaukunde, Rektor der RWTH Aachen, n. Corps Montania Clausthal
- Victor Tafel (1881–1946), Professor für Metallhüttenkunde

## Corps Pomerania-Silesia Bayreuth
- Markus Buchheit (* 1983), Politiker (AfD), Politologe, Jurist, Mitglied des Europäischen Parlaments seit 2019, n. Corps Germania München
- Rudolf Drawe (1877–1967), Professor der Brennstofftechnik, Rektor und Ehrensenator der Technischen Hochschule Berlin, n. Corps Berolina, n. Corps Saxonia-Berlin
- Wilhelm Gentsch (1865–nach 1930), Ingenieur, Mitglied des Reichspatentamts
- Carl Kühne (1871–1956), Direktor der Berliner Städtischen Wasserwerke, Ehrendoktor der Technischen Hochschule Berlin, Wegbereiter der modernen kommunalen Wasserversorgung, v. Corps Saxonia-Berlin
- Walther Mathesius (1859–1945), Professor für Eisenhüttenkunde und Metallurgie, Rektor der Technischen Hochschule Berlin
- Paul Meissner (1868–1939), Architekt, Hochschullehrer und Denkmalpfleger
- Karl Memmler (1873–1935), Professor für Materialprüfungswesen, Direktor im Staatlichen Materialprüfungsamt Berlin-Dahlem
- Eugen Michel (1873–1946), Architekt, Raumakustiker und Hochschullehrer
- Adolf Rauchheld (1868–1932), Architekt, Baubeamter, Ministerialrat und Vortragender Rat im Oldenburgischen Finanzministerium
- Hans Sandrock (1913–1995), Ingenieur, Träger des Ritterkreuzes des Eisernen Kreuzes
- Thomas Schauerte (* 1967), Kunsthistoriker, Dürer-Spezialist
- Ulrich von Witten (1926–2015), Verwaltungsjurist, Oberstadtdirektor der Stadt Celle, v. Corps Hannovera Göttingen (KSCV), v. Corps Nassovia Würzburg (KSCV)

## Corps Rheinpreußen Bonn (vorherCorps Agraria Bonn, 1949 in Landsmannschaft Salia Bonn aufgegangen)
- Friedrich Aereboe (1865–1942), Agrarökonom (v. Corps Agronomia Jena)
- Friedrich Bäßmann (1882–1953), Tierzuchtwissenschaftler (n. Corps Agronomia Jena)
- Reinhard Brauns (1861–1937), Professor für Mineralogie
- Otto Butz (1876–1958), Tierzuchtwissenschaftler
- Johann Duerst (1876–1950), Agrarwissenschaftler und Zoologe
- Max Eyth (1836–1906), Ingenieur und Schriftsteller, Mitgründer und erster geschäftsführender Direktor der Deutschen Landwirtschaftsgesellschaft (v. Corps Stauffia Stuttgart)
- Carl-Theodor Georg (1884–1966), Arzt, Plantagenbesitzer und Krankenhausgründer in der Dominikanischen Republik
- Johannes Hansen (1863–1938), Agrarwissenschaftler
- Max Koernicke (1874–1955), Agrikulturbotaniker
- Paul Köttgen (1881–1956), Bodenkundler
- Eberhard Ramm (1861–1935), Agrarwissenschaftler, Staatssekretär im preußischen Ministerium für Landwirtschaft, Domänen und Forsten, v. Corps Rhenania Tübingen (KSCV)
- August Richardsen (1873–1957), Agrarwissenschaftler
- Ernst Schaffnit (1878–1964), Phytomediziner
- Jonas Schmidt (1885–1958), Agrarwissenschaftler, Tierzüchter und Fütterungsexperte

## Corps Rhenania Darmstadt
- Ludwig Bellinger (1880–1959), hessischer Industrieller
- Remigius Eyssen (1873–nach 1938), Frankfurter Industrieller
- Eugen Göbel (1875–1937), Architekt in Hamburg
- Robert Hopfelt (1870–1936), Ingenieur, Unternehmer, Direktor und Vorstand der Metallisator AG
- Heinrich Kleyer (1853–1932), Konstrukteur, Maschinenbauer und Fabrikant
- Arndt G. Kirchhoff (* 1955), Unternehmer
- Erich Kuß (1927–2021), Professor für Biochemie und Klinische Chemie
- Waldemar Petersen (1880–1946), Professor für Elektrotechnik, Generaldirektor der AEG, Begründer der Hochspannungstechnik, Erfinder der Löschspule zur Erdschlusskompensation (Original im Deutschen Museum in München)

## Corps Rhenania Stuttgart
- Karl Eugen Becker (1932–2024), Vorstand der TÜV Süddeutschland AG, Präsident des Vereins Deutscher Ingenieure (VDI)
- Jörg Menno Harms (* 1939), Diplomingenieur der Elektrotechnik, Manager
- Walter Hertel (1898–1983), Generalingenieur der Deutschen Luftwaffe
- Wilhelm Holzmann (1842–1913), Bauunternehmer, v. Corps Bavaria Stuttgart
- Hugo Keuerleber (1883–1949), Professor für Architektur
- Rudolf Kunz (1856–1930), Oberstdivisionär, Artilleriechef der Schweizer Armee
- Robert von Reinhardt (1843–1914), Architekt und Hochschullehrer
- Dieter Schmoeckel (1931–2013), Professor für Maschinenbau, Pionier moderner Umformtechnik, Gründer des Instituts für Umformtechnik an der TU Darmstadt, v. Corps Berlin (Corps Teutonia Berlin)
- Hermann Weber (1899–1956), Zoologe, Professor für Zoologie an der TH Danzig, Professor für Forstzoologie an der Universität Freiburg, Professor für Zoologie und vergleichende Anatomie an den Universitäten Münster, Wien und Straßburg, Ordinarius für Zoologie und Direktor des Zoologischen Instituts an der Universität Tübingen, Präsident der Deutschen Zoologischen Gesellschaft, n. Corps Baltica-Borussia Danzig

## Corps Rhenania ZAB(Braunschweig)
- Arnold Bachofen (1840–1894), Basler Architekt, Schweizer Oberstleutnant, n. Corps Helvetia Zürich
- Wilhelm Bachofen (1841–1922), Basler Bauunternehmer und Grossrat, n. Corps Helvetia Zürich
- Emil Albert Baldinger, (1838–1907) aargauischer Kantonsoberförster, aargauischer Grossrat, Mitglied des Schweizer Nationalrats
- Theodor Bertschinger (1845–1911), Schweizer Bauunternehmer, aargauischer Grossrat
- Filippo Bonzanigo (1839–1904), Anwalt, Tessiner Grossrat, Mitglied des Schweizer Nationalrats
- Charles Boulenaz (um 1839–1894), Architekt und Bauunternehmer in Vevey, Waadtländer Grossrat
- Theodor Brune (1854–1932), deutsch-amerikanischer Architekt, v. Corps Franconia Karlsruhe
- Fritz Brunner (1839–1886), Architekt des Historismus in Zürich
- Arnoldo Camuzzi (1838–1895), Tessiner Landschaftsmaler
- Gustav Daverio (1839–1899), Gründer der Werkzeugfabrik Daverio & Cie., der späteren Maschinenfabrik Oerlikon, und des Zürcher Konstruktionsbüros für Müllereimaschinen Daverio-Henrici & Cie., n. Corps Franconia Karlsruhe
- Aristides Dossios (1844–1881), griechischer Wirtschaftswissenschaftler, Professor an der Sorbonne für Kameral- und politische Wissenschaften, Direktor der 1870 gegründeten Schifffahrtsbank ο Αρχάγγελος (Erzengel)
- Leander Dossios (1846–1883), griechischer Chemiker, Professor für Chemie und Mitglied der Zentralstelle für Industrie, Handel und Landwirtschaft in Athen
- Max Dresel (1842–1920), Papierfabrikant
- August Druckenmüller (1840–1896), Ingenieur, Stahlbau-Fabrikant in Berlin
- Louis Eugène Dupont (1839–1901), Straßenbahnbauingenieur, Genfer Grossrat, Schweizer Generalkonsul und Missionschef in Sankt Petersburg
- Hermann Eichfeld (1845–1917), Landschaftsmaler, Professor und Direktor der Großherzoglichen Gemäldegalerie Mannheim
- Victor Fredenhagen (1876–1934), Offenbacher Maschinenfabrikant, v. Corps Franconia Karlsruhe
- Wilhelm Fredenhagen (1843–1924), Offenbacher Fabrikant für Heißluftmaschinen, Förderanlagen, Hebezeuge und Aufzüge
- Claus-Dieter Freymann (* 1938), Professor der Erziehungswissenschaften, Vorsitzender des Kuratoriums des Diakonischen Werkes im Kirchenkreis An der Ruhr, Jazzmusiker, n. Corps Guestphalia Halle (KSCV), n. Corps Franconia Karlsruhe
- Léon Fulpius (1840–1927), Schweizer Architekt, Präsident der Genfer Sektion des Schweizerischen Ingenieur- und Architektenvereins
- Fritz Gliem (1934–2020), Elektrotechniker, Pionier der Raumfahrtelektronik in Deutschland, n. Corps Franconia Karlsruhe
- Emil Grohmann (1856–1905), österreichischer Industrieller, Geschäftsführer und Eigentümer der Leinenzwirnfabrik Grohmann & Co. in Würbenthal
- Robert Grohmann (1854–1907), österreichischer Industrieller, Walzdrahtfabrikant, Mitbegründer der Mährisch-schlesischen A.G. für Drahtindustrie
- Balthasar Herberz (1853–1932), Generaldirektor der Petersburger Eisen- und Drahtwerke, russischer Staatsrat, n. Corps Montania Freiberg
- Horace Herwegh (1843–1901), deutsch-schweizerisch-französischer Ingenieur, nach einem Duell vom Polytechnikum relegiert, durch den anschließenden Briefwechsel seines Vaters Georg Herwegh mit dem Präsidenten des eidgenössischen Schulrats Johann Karl Kappeler literarisch verewigt
- Jakob Friedrich Hottinger (1842–1915), evangelischer Pfarrer, Züricher Kantonsrat
- Friedrich Jaeger (1835–1878), Architekt des Schweizer Auftritts bei den Pariser Weltausstellungen von 1867 und 1878
- Peter Kehl (1935–2022), Sprecher der Geschäftsführung der Hamburger Stahlwerke GmbH, Direktor des Hüttenwerkes Huckingen, Vorstand der Stahlwerke Peine Salzgitter AG, Geschäftsführer der Readymix Zement GmbH, v. Corps Saxonia-Berlin
- Artur Adolf Konradi (1880–1951), Handelsattaché der deutschen Gesandtschaft in Rumänien, Generalsekretär der Rumänisch-deutschen Handelskammer, Landesgruppenleiter der Auslandsorganisation der NSDAP in Rumänien, v. Corps Franconia Karlsruhe
- Leonidas Lewicki (1840–1907), österreichisch-deutscher Maschinenbauingenieur, Professor für Maschinenbau am Polytechnikum Riga, an der polytechnischen Schule Aachen und der Technischen Hochschule Dresden, dort Vorsteher des von ihm gegründeten Maschinenlaboratoriums II für Kraftmaschinen und des Maschinenbaulaboratoriums A, Rektor der TH Dresden
- Fritz Lotz (1842–1894), Schweizer Architekt und Genie-Oberstleutnant, Kommandant der baselstädtischen Feuerwehr und Basler Grossrat, n. Corps Helvetia Zürich
- Josef Merz (1836–1898), Architekt und Bauunternehmer in Thun, Berner Grossrat, Stifter des Corps
- Johann Gottfried Meyer (1838–1874), Architekt in Schaffhausen, Schaffhauser Grossrat
- Eduard Oehler (1837–1909), Geheimer Kommerzienrat, Teerfarbenfabrikant in Offenbach, Mitglied der Ersten Kammer des Landtags des Großherzogtums Hessen
- Antônio Francisco de Paula Souza (1843–1917), Wegbereiter des brasilianischen Eisenbahnsystems, Außenminister (1892–1893) und Verkehrsminister (1893) Brasiliens, Initiator und erster Rektor der Polytechnischen Schule der Universität Sao Paulo, n. Corps Franconia Karlsruhe
- Robert von Peltzer (1846–1940), Chemiker, deutsch-estnischer Textilfabrikant, Mitbegründer des Weinheimer Senioren-Convents
- Edouard Quiquerez (1835–1888), Fotograf des Schweizer Jura
- Robert Raschka (1847–1908), österreichischer Architekt und Architekturmaler
- Carl Reinhertz (1859–1906), Professor der Geodäsie an der Landwirtschaftlichen Hochschule Poppelsdorf und der Technischen Hochschule Hannover
- Ludwig Carl Reuling (1844–1898), badischer Industrieller, Fabrikant von Armaturen, Rohrleitungen und Apparaten
- Julius Rhomberg (1845–1923), österreichischer Zivilingenieur und Architekt
- Trajan Rittershaus (1843–1899), Maschinenbauingenieur, Professor für Kinematik und Maschinenbaukund sowie Konstruktionslehre elektrischer Maschinen an der Technischen Hochschule Dresden
- Kurt Erdmann Rosenthal (1871–1946), Generaldirektor der Brandenburgischen Electricitäts-, Gas- und Wasserwerke AG, Wegbereiter der Carbid- und Acetylenindustrie, v. Corps Saxonia-Berlin, n. Corps Franconia Karlsruhe
- Carl Roth (1846–1929), Königlicher Kommerzienrat, saarländischer Industrieller, n. Corps Franconia Karlsruhe
- Leonhard Schaufelberger (1839–1894), Architekt und klassischer Künstler in St. Petersburg
- Konrad Schinz (1842–1910), Maschinenfabrikant in Sankt Petersburg, Schweizer Generalkonsul und Missionschef
- Paul Schondorf (1873–1949), Architekt und Ministerialrat in Mecklenburg-Strelitz
- Hieronimus Seeli (1838–1912), erster Glarner Kantonsoberförster, n. Corps Helvetia Zürich
- Manfred Semper (1838–1913), Architekt, Erbauer der zweiten Semper-Oper in Dresden, Stifter des Corps
- Henry Simon (1835–1899), Ingenieur und Unternehmer, Gründer der Simon-Carves Engineering Ltd. in Manchester, Stifter des Corps
- Emil Striebeck (* um 1850; † 1900), Verfahrenstechniker, Erfinder und Entwickler des Ammoniak-Soda-Verfahrens nach Striebeck-Honigmann, v. Corps Franconia Karlsruhe
- Jacob Albert Strupler (1839–1911), Ingenieur, Wegbereiter der Dampfkesselsicherheit in der Schweiz
- Edward Uhl (1843–1906), Präsident und Mitbesitzer der New Yorker Staats-Zeitung, n. Corps Franconia Karlsruhe
- Hugo Wilhelm von Waldthausen (1853–1931), Kommerzienrat, Fabrikbesitzer in Bochum-Werne
- Friedrich Walser (1841–1922), Architekt in Zürich, Budapest und Basel
- Carl-August Witt (* 1938), Metallurg, Professor der Werkstoffkunde an der FH Düsseldorf, v. Corps Saxonia-Berlin

## Corps Rheno-Nicaria Mannheim
- Max Bansbach (1898–1997), Wirtschaftsprüfer, Vorsitzender des Gesamtvorstands und Verwaltungsratsvorsitzender des Instituts der Wirtschaftsprüfer
- Martin Behrend (1865–1926), Professor für Betriebswirtschaftslehre und Verkehrswissenschaft an der Handelshochschule Mannheim
- Adolf Brehm (1878–1937), Professor für Rechtswissenschaft der Kaufleute an der Handelshochschule Mannheim
- Anton Erdel (1875–1928), Professor für Bürgerliches Recht und Handelsrecht, insbes. Arbeitsrecht, an der Handelshochschule Mannheim
- Manfred N. Geist (1926–84), Professor für Marketing/Absatzwirtschaft, Handels- und Unternehmenspolitik an der Wirtschaftshochschule Mannheim, Wegbereiter der Deckungsbeitragsrechnung
- Emil Gerstner (1887–1944), Professor für Betriebswirtschaftslehre, insbes. Betriebslehre des Fremdenverkehrs, an der Universität Heidelberg
- Paul Gerstner (1880–1945), Wirtschaftsprüfer, Professor für Betriebswirtschaftslehre, insbes. Revisions- und Treuhandwesen, an der Handelshochschule Mannheim sowie der Universität Berlin
- Franz Haas (1895–1955), Professor für Betriebswirtschaftslehre an der Wirtschaftshochschule Mannheim
- Gerhard Reber (1937–2023), Professor für Betriebswirtschaftslehre, insbes. Unternehmensführung und organisationales Verhalten, an der Universität Linz
- Kurt Schluppkotten (1905–76),  Generaldirektor des Neunkircher Eisenwerks im Saarland
- Sigmund Schott (1868–1953), Professor für Betriebswirtschaftslehre und Statistik  an der Handelshochschule Mannheim
- Heinrich Sommerfeld (1884–1950), Professor für Betriebswirtschaftslehre an der Handelshochschule Mannheim sowie den Universitäten Heidelberg, Breslau, Göttingen und Köln, n. Corps Hermunduria Leipzig
- Kraft Waentig (1927–2017), Unternehmer, Präsident/Ehrenpräsident der IHK für Rheinhessen in Mainz

## Fusionscorps Silvania Gießen (seit 1931 einschl. Corps Salingia Berlin)
- Karl Eicke (1887–1959), Unternehmensberater (Organisationsgutachter, Rationalisierungsexperte), Wegbereiter der Informatik in Deutschland
- Otto Lindow (1900–73), Berliner Bauunternehmer
- Oskar Röder (1862–1954), Professor für Veterinärchirurgie an der Tierärztlichen Hochschule Dresden und der Universität Leipzig, Erfinder des Röder-Knotens, n. Corps Saxonia Dresden, v. Corps Salingia Berlin
- Erich Silbersiepe (1880–1961), Professor für Veterinärchirurgie an der Tierärztlichen Hochschule, der Friedrich-Wilhelms-/Humboldt- und der Freien Universität Berlin, v. Corps Salingia Berlin

## Corps Rheno-Palatia München(seit 1954 im KSCV)
- August Exter (1858–1933), Architekt
- Anton Fasig (1864–1940), Industrieller
- Albert Ganzenmüller (1905–1996), Ingenieur, Staatssekretär im nationalsozialistischen Reichsverkehrsministerium (RVM)
- Julius Geyer (1876–1945), Ingenieur, Kommerzienrat, Generaldirektor der Isaria Zählerwerke AG
- Karl Glaser (1841–1935), Aufsichtsratsvorsitzender der BASF
- Hans Grässel (1860–1939), Geh. Baurat, Professor, Stadtbaudirektor, Träger des Pour le Mérite
- Rudolf Hämmerle (1904–1984), österreichischer Textilunternehmer und Abgeordneter zum Nationalrat
- Johann-Erasmus von Malsen-Ponickau (1895–1956), Polizeipräsident, SS-Brigadeführer
- Benno Martin (1893–1975), Polizeipräsident, SS-Gruppenführer und Generalleutnant der Polizei
- Heinrich Puchner (1865–1938), deutscher Bodenkundler und Landtechniker
- Paul Reichard (1854–1938), Geograph, Afrikaforscher
- Aribert Rödel (1898–1965), Architekt
- Edmund von Schumacher (1859–1908), Luzerner Regierungsrat, Mitglied des eidgenössischen Ständerats, Oberst der Schweizer Armee
- Georg Stauber (1875–1952), Professor für Hüttenmaschinenwesen, Erfinder der Stauber-Gasturbine
- Ludwig Wagner-Speyer (1882–1939), Architekt, Professor für Baukunst, Direktor der Kunstgewerbeschule Mainz

## Corps Rupertia München
- Richard Scholz (1860–1939), Kunstmaler, Kinderbuchillustrator, Kunstprofessor, v. Corps Saxonia Karlsruhe

## Corps Saxo-Borussia Freiberg
- Walter Alberts (1883–1948), Eisenhüttenmann, Vorstandsvorsitzender des Bochumer Vereins
- Helmut Berger (1913–2010), Bergingenieur, Professor für Bodenmechanik und Grundbau an der Hochschule für Bauwesen Leipzig und der Technischen Hochschule Leipzig, n. Corps Saxo-Montania
- Eduard Theodor Böttcher (1829–1893), Professor für Maschinenlehre und Spinnereimechanik, Rektor der Gewerbschule Chemnitz, n. Corps Franconia Freiberg
- Theodor Erhard (1839–1919), Elektrophysiker, Rektor der Bergakademie Freiberg
- Adalbert Flaccus (1880–1955), Eisenhüttenmann, Stellvertretender Vorstandsvorsitzender der Phönix AG für Bergbau und Hüttenbetrieb, Vorstand der Vereinigten Stahlwerke, n. Corps Saxo-Montania
- Josef Follmann (1875–1938), Eisenhüttenmann, Vorstand der Vereinigten Stahlwerke
- Adolf Görz (1857–1900), Großgrubenbesitzer und Bankier in Südafrika, Mäzen, n. Corps Teutonia Freiberg
- Paul Heinrich von Groth (1843–1927), Professor für Mineraloge an der Universität Straßburg und der Ludwig-Maximilians-Universität München
- Gustav Hempel (1842–1904), Professor für Forstwirtschaft, Rektor der Hochschule für Bodenkultur Wien
- Frieder Löhrer (* 1956), Manager, Vorsitzender des Weinheimer Verbandes Alter Corpsstudenten (2007–2009), v. Corps Saxo-Montania
- Karl-Friedrich Lüdemann (1912–1967), Professor für Eisenhüttenkunde, Rektor der Bergakademie Freiberg, n. Corps Saxo-Montania
- Hans Matschak (1901–1979), Professor für Bergmännische Wasserwirtschaft und Bodenmechanik, n. Corps Saxo-Montania
- Carl Hermann Müller (1823–1907), sächsischer Geologe, erster Dr.-Ing. der Bergakademie Freiberg
- Curt Adolph Netto (1847–1909), Professor für Berg- und Hüttenkunde in Tokio, Wegbereiter für die industrielle Nutzbarmachung des Aluminiums
- Theodor Richter (1824–1898), Professor für Hüttenkunde und Probierkunst, Rektor der Bergakademie Freiberg, Mitentdecker des Elements Indium
- Reinhard Schmidt (* 1946), Präsident des Sächsischen Oberbergamtes (1991–2011), Oberberghauptmann und Honorarprofessor an der TU Bergakademie Freiberg, v. Corps Borussia Clausthal
- Wolfgang Moritz Vogelgesang (1826–1888), Montanist, Geologe und Gymnasialprofessor
- Max Zell (1866–1943), Generaldirektor der Konsolidierten Halleschen Pfännerschaft, Geschäftsführer des Ostelbischen Braunkohlensyndikats, Aufsichtsratsvorsitzender der Hallischen Röhrenwerke AG
- Karl-Heinz Zieger (1911–1982), Hüttenchef und Produktionsdirektor des Kombinats Ost der DDR in Eisenhüttenstadt, n. Corps Saxo-Montania

## Corps Saxo-Montania zu Freiberg und Dresden in Aachen(Corps Montania Freiberg)
- Oswald Bauer (1876–1936), Metallphysiker, Direktor und stellvertretender Präsident des Materialprüfungsamtes Berlin–Dahlem
- Helmut Berger, Bergingenieur, Professor für Bodenmechanik und Grundbau an der Hochschule für Bauwesen Leipzig und der Technischen Hochschule Leipzig, v. Corps Saxo-Borussia Freiberg
- Ernst August von Beust (1783–1859), Königlich Preußischer Oberberghauptmann, höchster Bergbeamte Preußens, Gründungsmitglied der Deutschen Geologischen Gesellschaft, u. a. Namensgeber der Zeche Graf Beust in Essen
- Friedrich Constantin von Beust (1806–1891), Oberberghauptmann, kaiserlich-königlicher Hof- und Ministerialrat, Generalinspektor, Gründungsmitglied des Bergmännischen Vereins, der Deutschen Geologischen Gesellschaft und des Freiberger Altertumsvereines, Ehrenbürger der Stadt Freiberg
- Hans Max Philipp von Beust (1820–1889), Bergwerksdirektor, Gutsbesitzer, n. Corps Franco-Montania Freiberg
- John Bigelow, Jr. (1854–1936), US-amerikanischer Kavallerie-Offizier, Schriftsteller, Professor am MIT für Militärwissenschaften und moderne Sprechen, Vorsteher des Yosemite-Nationalparks
- Bernhard Braunsdorf (1808–1886), Bergamtsdirektor und Geheimer Bergrat
- Karl Julius Braunsdorf (1807–1883), Oberkunstmeister und Bergrat
- August Breithaupt (1791–1873), Oberbergrat, Mitglied zahlreicher Akademien, Herausgeber des Handbuchs der Geognosie
- Hermann Theodor Breithaupt (1820–1885), Revolutionär von 1848, später Bergdirektor, Stadtverordneter, Friedensrichter, Direktor des Erzgebirgischen Steinkohlen-Aktienvereins, n. Corps Franconia Freiberg
- Bernhard von Cotta (1808–1879), Geologe und Bergbau-Wissenschaftler, Professor für Geognosie, Bergrat
- Alfred Dittmarsch (1836–1926), Bergbauingenieur, Direktor der Bergbauschule Zwickau
- Wilhelm von Fircks (1870–1933), Bergbauingenieur, Generaldirektor, Deutsch-Baltischer Abgeordneter und Vizepräsident im Lettischen Parlament
- Adalbert Flaccus (1880–1955), Eisenhüttenmann, Stellvertretender Vorstandsvorsitzender der Phönix AG für Bergbau und Hüttenbetrieb, Vorstand der Vereinigten Stahlwerke, v. Corps Saxo-Borussia Freiberg
- Richard von Friesen (1808–1884), sächsischer Minister und Ministerpräsident
- Johannes Galli (1856–1927), Professor für Eisenhüttenkunde, Rektor der Bergakademie Clausthal
- Wilhelm Groß (1883–1944), Professor für Bergbaukunde und Aufbereitung an der TH Breslau, ermordet im KZ Auschwitz
- Balthasar Herberz (1853–1932), Generaldirektor der Petersburger Eisen- und Drahtwerke, russischer Staatsrat, v. Corps Rhenania ZAB
- Sigismund August Wolfgang von Herder (1776–1838), Königlich Sächsischer Oberberghauptmann. Vater der Knappen
- Rudolf Hering (1803–188), Bergrat
- Paul von Hindenburg (1847–1934), Generalfeldmarschall und Politiker, zweiter Reichspräsident der Weimarer Republik
- Alexis Janin (1846–1897), US-amerikanischer Bergbauingenieur und Metallurg
- Paul Kanis (1899–1978), Industrieller, Mitgründer und späterer Alleineigentümer der Turbinenfabrik Brückner, Kanis & Co. in Dresden
- Karl Moritz Kersten (1803–1850), Professor für Analytische und Praktische Chemie
- Theodor Körner (1791–1813), Freiheitsdichter und Lützower Jägeroffizier
- Friedrich August Köttig (1794–1864), Betriebs-Inspektor der Meißner Porzellanfabrik, Erfinder des Meißner Lasursteinblau zur künstlichen Herstellung des Ultramarin
- Philipp Heinrich Kraemer (1789–1867), Eisenindustrieller, Besitzer der St. Ingberter Eisenwerke
- Heinrich Gottlieb Kühn (1788–1870), Geheimer Bergrat, Direktor der königlichen Porzellanmanufaktur Meißen, Erfinder des Chromoxidgrün, der Glanzvergoldung und Kühnschen Feuerlöschdose
- Frieder Löhrer (* 1956), Manager, Vorsitzender des Weinheimer Verbandes Alter Corpsstudenten (2007–2009), n. Corps Saxo-Borussia Freiberg
- Karl-Friedrich Lüdemann (1912–1967), Professor für Eisenhüttenkunde, Rektor der Bergakademie Freiberg, v. Corps Saxo-Borussia Freiberg
- Hans Matschak (1901–1979), Professor für Bergmännische Wasserwirtschaft und Bodenmechanik, v. Corps Saxo-Borussia Freiberg
- Carl Melville (1875–1957), Bildhauer, Professor an der Kunstgewerbeschule Erfurt
- Kurt Merbach (1839–1912), Oberhüttenamtsdirektor, Geheimrat, Ehrenbürger der Stadt Freiberg
- Carl Poensgen (Industrieller) (1838–1921), Industrieller, Geheimer Kommerzienrat
- Georg Gottlieb Pusch (1790–1846), Bergmann, Chemiker und Mineraloge, Begründer der Geologie für das spätere Polen, Bergrat, Prof. für Hüttenkunde und Münzmeister
- Oscar Reuther (1880–1954), Bauforscher, Stifter des Corps Franconia Dresden, v. Corps Altsachsen Dresden
- Karl Spitzner (1876–1951), Oberregierungsbergrat, Sammler von bergmännischem Kulturgut, n. Corps Franco-Marcomannia Dresden
- Albin Weisbach (1833–1901), Professor für Physik und Mineralogie an der Bergakademie Freiberg, Geheimer Bergrat
- Christian Samuel Weiss (1780–1856), Prof. für Mineralogie, Preußisch Geheimer Oberbergrat, Mitglied der Akademie der Wissenschaften in Berlin
- Karl-Heinz Zieger (1911–1982), Hüttenchef und Produktionsdirektor des Kombinats Ost der DDR in Eisenhüttenstadt, v. Corps Saxo-Borussia Freiberg

### Corps Franco-Marcomannia Dresden
- Arthur Hugo Göpfert (1872–1949), Baumeister, Architekt und Politiker
- Stanislaus Jolles (1857–1942), Professor für Mathematik
- Robert Köckritz (1879–nach 1942), Bauingenieur, Baustoffmanager
- Karl Spitzner (1876–1951), Oberregierungsbergrat, Sammler von bergmännischem Kulturgut, v. Corps Montania Freiberg

### Corps Marcomannia Dresden
- Wilhelm Fränkel (1841–1895), Bauingenieur, Professor für Brückenbau und Statik der TH Dresden
- Alexander von Oer (1841–1896), Straßen- und Eisenbahningenieur, Rektor der Technischen Hochschule Dresden

## Corps Saxonia-Berlin zu Aachen
- Alexis Bischof (1857–1922), anhaltischer Industrieller
- Friedrich Bischof (1891–1941), Vorstandsmitglied der Deutsche Zündholzfabriken AG, Anhaltischer Landtagsabgeordneter
- Georg Blanchart (1874–1940), Direktor des Deutschen Gußrohrverbandes
- Emil Paul Böhme (1838–1894), Professor der Baustoffkunde, Vorsteher der Königlichen Prüfungsstation für Baumaterialien der TH Berlin-Charlottenburg
- Carl Bolbrügge (1849–1898), Besitzer der Wassermühle Grabow
- Erich Bolte (1900–1981), Büromöbelfabrikant, Errichter der Lucie-Bolte-Stiftung zur Förderung der medizinischen Forschung auf den Gebieten der Leberzirrhose und des Leberkomas
- Gustav Alois Bretschneider (1850–1912), Gründer der Fabrik für Eisenkonstruktionen Bretschneider & Krügner
- Heinrich Burchartz (1864–1938), Professor der Baustoffkunde am Staatlichen Materialprüfungsamt Berlin
- Robert Burckhardt (1873–1933), Lederfabrikant
- Rudolf Drawe (1877–1967), Professor der Brennstofftechnik, Rektor und Ehrensenator der Technischen Hochschule Berlin, v. Corps Pomerania-Silesia, v. Corps Berolina
- Gustav Ewald (1895–1983), Feuerlöschgerätefabrikant, Oberst der Luftwaffe und Technikhistoriker
- Jörg Fleischhauer (* 1939), Professor für Theoretische Chemie an der RWTH Aachen, v. Corps Rhenania Bonn (KSCV), v. Corps Thuringia Leipzig (KSCV)
- Max Leon Flemming (1881–1956), Kaufmann, Konsul der Niederlande, Kunstsammler und -mäzen
- Max Gary (1859–1923), Geheimer Regierungsrat, Professor der Baustoffkunde am Königlichen Materialprüfungsamt Berlin, Ehrendoktor der Technischen Hochschule Stuttgart
- Paul Gast (1876–1941), Professor der Geodäsie, Rektor der RWTH Aachen
- Hermann Gehl (1927–2008), Geschäftsführer der Drahtwerke Hamm, Vorstand der Delta Steel Company, Nigeria
- Wilfried Gehl (1929–2017), Ingenieur der Elektrotechnik, Erfinder des induktiven Näherungsschalters, v. Corps Delta
- Walter Gerhäuser (1900–1993), Marmorfabrikant
- Helmuth Gerloff (1894–1975), Professor für Feldbefestigungsbau sowie Feldbefestigungswesen und Arbeitsplanung, Generalmajor der Polizei und SS-Brigadeführer
- Georg Gregersen de Saàg (1853–1905), ungarischer Großindustrieller, Generaldirektor des Bauunternehmens G. Gregersen & Söhne
- Ferdinand Eduard Groschupp (1850–1933), Ingenieur für Lokomotivbau, Geheimer Regierungsrat, Mitglied des Reichspatentamtes
- Gyula Halasy (1891–1970), ungarischer Bankjurist und Sportschütze, 1924 Olympiasieger im Tontaubenschießen
- Richard Hempel (1857–1930), Geodät, Landesökonomierat und Naturschützer
- Franz Honcamp (1875–1934), Chemiker, Professor der Agrikulturchemie und Rektor der Universität Rostock, n. Corps Stauffia Stuttgart
- Rudolf Hüttebräuker (1904–1996), Landwirt, Staatssekretär im Bundesministerium für Ernährung, Landwirtschaft und Forsten
- Friedrich Jenner (1863–1928), Architekt, Stadtbaurat und Senator in Göttingen, v. Corps Guestphalia Berlin
- Peter Kehl (1935–2022), Sprecher der Geschäftsführung der Hamburger Stahlwerke GmbH, Direktor des Hüttenwerkes Huckingen, Vorstand der Stahlwerke Peine Salzgitter AG, Geschäftsführer der Readymix Zement GmbH, n. Corps Rhenania ZAB
- Gustav Otto Kerl (1882–1962), Professor der Geodäsie an der TH Hannover
- Arthur Kickton (1861–1944), Architekt und Geheimer Oberbaurat, Ehrensenator und Ehrendoktor der Technischen Hochschule Berlin
- Ludger Knepper (* 1950), Professor der Produktionslogistik an der FH Aachen
- Walter Knissel (1934–2018), Professor des Bergbaus, Rektor der TU Clausthal, Ehrendoktor der Universität Miskolc, Honorarprofessor der Liaoning Technical University
- Paul Kracht (1863–1959), Leinenfabrikant, Kommerzienrat
- Lothar Krüger (1885–1945), Professor der Baustoffkunde am Staatlichen Materialprüfungsamt Berlin
- Richard Krügner (1853–1936), Gründer der Fabrik für Eisenkonstruktionen Bretschneider & Krügner
- Carl Kühne (1871–1956), Direktor der Berliner Städtischen Wasserwerke, Ehrendoktor der Technischen Hochschule Berlin, Wegbereiter der modernen kommunalen Wasserversorgung, n. Corps Pomerania-Silesia
- Gotthelf Kummer (1868–1941), Geodät, Ministerialrat im preußischen Landwirtschaftsministerium
- Wolf-Dietrich von Kurnatowski (1908–1972), Kirchenrechtler und Pfarrer der Christengemeinschaft
- Robert Leibnitz (1863–1929), Architekt
- Heinrich Mohnen (1855–1943), Baurat, Neugestalter des Seebades Kahlberg in Westpreußen
- Hugo Mosler (1875–1956), Professor der Fernmelde- und Funktechnik der TH Braunschweig, Brauereidirektor, n. Corps Friso-Luneburgia
- Udo Reinhard Müller (* 1948), Strömungsmechaniker, Professor für Strömungsmessverfahren an der RWTH Aachen
- James O’Hara Murray (1870–1943), britischer Maschinenbauingenieur und Tennisspieler
- Albert Nüsse (1882–1965), Geodät, Erster Vermessungsrat der Stadt Hamburg, Ehrenmitglied des DVW
- Ludwig Paffendorf (1872–1949), Kölner Architekt und Kunstgewerbler, n. Corps Stauffia Stuttgart
- Alwin Parnicke (1853–1928), Zivilingenieur, Verfasser des Standardwerkes Die maschinellen Hilfsmittel der chemischen Industrie
- Benedict Lincoln Prieth (1870–1934), US-amerikanischer Zeitungsverleger und Publizist
- Gerhard Raabe (* 1950), Professor für Theoretische Chemie an der RWTH Aachen
- Karl Raabe (1879–1953), Generaldirektor der Maxhütte
- Otto Rellensmann (1895–1970), Professor des Markscheidewesens, Rektor der Bergakademie Clausthal, Ehrendoktor der Montanistischen Hochschule Leoben
- Hans Albert Rooschüz (1865–1919), Mitgründer und Direktor des Schweizer Chocoladen & Colonialhauses, der späteren Valora Holding AG
- Kurt Erdmann Rosenthal (1871–1946), Generaldirektor der Brandenburgischen Electricitäts-, Gas- und Wasserwerke AG, Wegbereiter der Carbid- und Acetylenindustrie, n. Corps Rhenania ZAB, n. Corps Franconia Karlsruhe
- Max Rudeloff (1857–1929), Geheimer Regierungsrat, Professor des Materialprüfungswesens, Direktor des Königlichen Materialprüfungsamtes Berlin, Ehrendoktor der Technischen Hochschule Karlsruhe
- Wilhelm Ruhl (1848–1926), Erfinder der Ruhl'schen Kohlenstaubfeuerung
- Paul Scheunemann (1882–1955), Ingenieur des Eisenbahnbaufaches, Reichsbahn-Abteilungspräsident, Pionier des Autobahnbaus in Deutschland
- Karl-Peter Schliewe (1929–2014), Architekt und Baubeamter
- Joseph Spohr (1905–1979), Vorstand der Duisburg-Ruhrorter Häfen AG, Corps Saxonia-Berlin
- Oskar Steigerwald (1871–1902), Glasfabrikant
- Friedrich Suckow (1870–1937), Geheimer Finanzrat und Ministerialrat im Preußischen Finanzministerium, Honorar-Professor des Vermessungswesens der Technischen Hochschule Berlin, Ehrendoktor der Technischen Hochschule Hannover
- Ernst Trapp (1903–1989), Bauunternehmer, Ehrenbürger der RWTH Aachen
- Wolfgang Triebel (1900–2002), Gründer des Instituts für Bauforschung in Hannover, Honorarprofessor der Bauforschung der TU Hannover, v. Corps Slesvico-Holsatia Hannover
- Richard Ullrich (1870–1930), Ingenieur des Meliorationsbauwesens, Ministerialrat im preußischen Ministerium für Landwirtschaft, Domänen und Forsten
- Hans Weber (1912–2000), Rohrleitungsbauunternehmer
- Horst Weber (1911–1989), Professor der Kulturtechnik und Bodenkultur, Gründer des Instituts für Landeskultur der Universität Gießen
- Karl Wenig (1845–1908), Ingenieur des Bauwesens, Geheimer Baurat, Stifter des Corps
- Paul Wiesert (1860–1948), Architekt
- Carl-August Witt (* 1938), Metallurg, Professor der Werkstoffkunde an der FH Düsseldorf, n. Corps Rhenania ZAB
- Friedrich Wolff (1900–1985), Industrieller
- Louis Wüstenhagen (1852–1916), Zucker- und Düngemittelfabrikant, Gutsbesitzer
- Carl Herbert Zikesch (1897–1979), Fabrikant von Hochdruckarmaturen
- Franz Zwick (1863–1932), Architekt

### Freies Corps Saxonia Berlin
- Karl Müller-Franken (1874–1927), Syndikus, Berliner Stadtverordneter, Mitglied des preußischen Landtages, v. Corps Alemannia München
- Christian August Vogler (1841–1925), Geheimer Regierungsrat, Professor der Geodäsie, Rektor und Ehrendoktor der Landwirtschaftlichen Hochschule Berlin, Ehrendoktor der Technischen Hochschule München

## Corps Saxonia Danzig
- Ernst Grosse (1883–1945), Direktor und Vorstandsmitglied der Hannoverschen Portlandzementfabrik AG, Vorsitzender des Industrievereins Hannover, Abgeordneter zum Hannoverschen Provinziallandtags, v. Corps Saxonia Hannover

## Corps Saxonia Hannover
- Johann Peter Blank (1925–2014), Eisenbahningenieur, Präsident des Bundesbahnzentralamtes, Vorsitzender des Weinheimer Verbandes Alter Corpsstudenten, v. Corps Saxonia Karlsruhe
- Harry Bock von Wülfingen (1829–1881), Maschinenbauingenieur
- Aute Bode (1846–1921), Bauunternehmer, Oberingenieur, Gründer des Weinheimer Verbandes Alter Corpsstudenten, Vater der Wachenburg
- Hermann Wilhelm Bödeker (1799–1875), evangelischer Pastor in Hannover
- Georg Bokelberg (1842–1902), Bauingenieur, Architekt, Stadtbaurat in Hannover
- Gustav Brüninghaus (1875–1955), Stahlindustrieller
- Ernst Bühring (1844–1928), Architekt
- Fritz Clarfeld (1886–1935), Industrieller, Bürgermeister von Hemer, Abgeordneter zum Preußischen Landtag
- Gerrit van Delden (1842–1925), Chemiker und Textilindustrieller, v. Corps Teutonia Hannover
- Hendrik van Delden (1872–1950), Baumwollspinnerei- und Zwirnereibesitzer
- Gustav Fusch (1871–1943), Maschinenbau-Industrieller
- Wilhelm Germelmann (1850–1919), Wasserbauingenieur, Vorsitzender des Deutschen Ausschusses für Eisenbeton
- Alfred Gröbler (1865–1926), Vorstandsvorsitzender der Buderus AG
- Ernst Grosse (1883–1945), Direktor und Vorstandsmitglied der Hannoverschen Portlandzementfabrik AG, Vorsitzender des Industrievereins Hannover, Abgeordneter zum Hannoverschen Provinziallandtags, n. Corps Saxonia Danzig
- Franz Haniel junior (1842–1916), Unternehmer in der Montanindustrie
- Hans-Dieter Harig (1938–2024), Industriemanager, Vorstandsvorsitzender der EON Energie AG
- Friedrich Heeren (1803–1885), Geheimer Regierungsrat, Professor für theoretische, praktische und technische Chemie sowie Physik und Mineralogie an der Polytechnischen Schule Hannover, Ehrenbürger der Stadt Hannover
- Werner Kümmel (1834–1893), Bauingenieur, Direktor der Gas- und Wasserwerke in Altona
- Christian Kuhlemann (1891–1964), Ingenieur, Unternehmer, Geschäftsführender Vorstand der Hannoverschen Portland-Cementfabrik AG, MdB
- Hansheinrich Meier-Peter (* 1939), Schiffsbetriebstechniker, Professor, Direktor des Instituts für Schiffsbetriebsforschung der Hochschule Flensburg
- Theodor Mithoff (1835–1892), Gymnasiallehrer, Hochschullehrer für Volkswirtschaftslehre, Mitglied des Preußischen Abgeordnetenhauses, n. Corps Brunsviga Göttingen (KSCV)
- Georg Lasius (1835–1928), Architekt, Professor für Baukonstruktionslehre und architektonisches Zeichnen an der ETH Zürich
- Hans-Joachim Liesecke (1931–2019), Professor für Grünflächenbau
- Wilhelm Lüer (1834–1870), Architekt, Dozent für Baukunst und Ornamentik an der Polytechnischen Schule Hannover, Mitbegründer der Niedersächsischen Bauhütte
- Heinrich Ranafier (1846–1930), Eisenbahningenieur, Geheimer Oberbaurat
- Franz von der Recke (1854–1923), Staatsminister in Schwarzburg-Rudolstadt
- Moritz Rühlmann (1811–1896), Professor für Mathematik und Maschinenlehre an der Polytechnischen Schule Hannover, Begründer der mechanischen Technologie, Ehrenbürger der Stadt Hannover, v. Corps Slesvico-Holsatia Hannover
- Hermann Schaedtler (1857–1931), Architekt der Neorenaissance
- Ernst Schiess (1840–1915), Industrieller, Werkzeugmaschinenfabrikant, Gründer des Vereins Deutscher Werkzeugmaschinenfabriken (VDW), n. Corps Saxonia Karlsruhe
- Gerhard Stoffert (* 1926), Professor für Gartenbau und Gartenbauökonomie
- Leo Sympher (1854–1922), Wasserbauingenieur, Schöpfer des Mittellandkanals, Gründer des Weserbundes
- Ferdinand Wallbrecht (1840–1905), Architekt und Bauunternehmer, Mitglied des Hannoverschen Provinziallandtages, Mitglied des Reichstages
- Oskar Wolff (1858–1943), Industrieller und Politiker
- Wulfdiether Zippel (* 1938), Volkswirt, Professor für Internationale Wirtschaftsbeziehungen

## Corps Saxonia Karlsruhe
- Farhat Ben Tanfous (* 1971), Hotelier, Bürgermeister der tunesischen Delegation Djerba-Midoun, Honorarkonsul der Bundesrepublik Deutschland auf Djerba
- Rudolf Berg (1881–1955), Industrieller der deutschen Metallindustrie
- Gottfried Julius Bergfeld (1875–1934), Fabrikant
- Johann Peter Blank (1925–2014), Eisenbahningenieur, Präsident des Bundesbahnzentralamtes, Vorsitzender des Weinheimer Verbandes Alter Corpsstudenten, n. Corps Saxonia Hannover
- Heinz Blessmann (1927–2021), Ingenieur, Geschäftsführer der Deutschen Solvay Werke, Mitglied des Vorstandes der Kali-Chemie AG und Ehrensenator des Karlsruher Institut für Technologie
- Bodo von Borries (1905–1956), Elektrotechniker, Professor für Elektronenoptik und Feinmechanikan der RWTH Aachen, Miterfinder des Elektronenmikroskops
- Eugen Brandeis (1846–1930), Ingenieur und Kolonialbeamter in den deutschen Kolonien im Pazifik
- Otto Bredt (1888–1973), Wirtschaftsprüfer, Vorsitzender des Instituts für Wirtschaftsprüfer, Vorsitzender des Beirats von Bahlsen
- Wilhelm Breithaupt (1841–1931), Ingenieur, Erfinder
- Heinrich Brenzinger (1879–1960), Bauingenieur, Bauunternehmer, Kunstsammler und -förderer
- Alexander Cassinone (1866–1931), österreichischer Luftfahrtpionier und Präsident des Österreichischen Aero-Clubs
- Anastasios Christomanos (1841–1906), griechischer Chemiker und Rektor der Universität Athen, n. Corps Rhenania Heidelberg (KSCV)
- Karl Dreher (1848–1906), Mühlenbesitzer, Mitglied der Zweiten Kammer der Badischen Ständeversammlung
- Karl Foerster (1866–1957), Ingenieur, Kommerzienrat, Vorstandsvorsitzender der AG Kühnle, Kopp & Kausch
- Henner Gimpel (*), Professor für Wirtschaftsingenieurwesen an der Universität Augsburg
- Thomas Henker (*), Professor für Finanzwirtschaft an der Bond University.
- Moritz von Horstig (1851–1942), Architekt
- Wolfgang Kühborth (1924–2017), Unternehmer, Vorstands- und Aufsichtsratsvorsitzender der KSB Aktiengesellschaft
- Manfred Lindemann-Frommel (1852–1939), Marinemaler
- Julius Lott (1836–1883), österreichischer Eisenbahnpionier, Erbauer der Arlbergbahn
- Otto Lueger (1843–1911), Ingenieur, Professor für Wasserbau an der Technischen Hochschule Stuttgart, erster Herausgeber des „Lexikon der gesamten Technik“
- Heinrich Macco (1843–1920), Ingenieur, industrieller Verbandsvertreter, nationalliberaler Politiker, Mitglied des Preußischen Abgeordnetenhauses
- Gustav Münch (1843–1910), Zivilingenieur im Eisenbahn- und Hafenbau, Mitglied des Preußischen Abgeordnetenhauses, Mitglied des Reichstages
- Wolfgang von Niessen (* 1941), Professor für Theoretische Chemie an der TU Braunschweig
- Georg Heinrich Noell (1836–1895), Maschinenfabrikant
- Arthur Pfeifer (1878–1962), Architekt, Gründer des Atelier für Baukunst, Gartenbau und Kunstgewerbe in Karlsruhe
- Ernst Schiess (1840–1915), Industrieller, Werkzeugmaschinenfabrikant, Gründer des Vereins Deutscher Werkzeugmaschinenfabriken (VDW), v. Corps Saxonia Hannover
- Richard Scholz (1860–1939), Kunstmaler, Kinderbuchillustrator, Kunstprofessor, n. Corps Rupertia München
- Wilhelm Schüssele (1840–1905), Karlsruher Stadtrat, Wegbereiter des Rheinhafens Karlsruhe
- Peter Schüttler (1841–1906), US-amerikanischer Unternehmer
- Kurt Stengel (1907–2001), Leiter der Stadtwerke Karlsruhe
- Georg Talbot (1864–1948), Eisenbahningenieur und -fabrikant
- Otto Vittali (1872–1959), Kunstmaler
- Arthur Wienkoop (1864–1941), Professor für Architektur, Direktor der Landesbaugewerkschule Darmstadt, Architekt der Wachenburg
- Wilhelm Zaeringer (1873–1942), Vorstandsvorsitzender der Tiefbau- und Kälteindustrie AG, vormals Gebhardt & König

## Corps Saxo-Thuringia München
- Richard Eberlein (1869–1921), Tierarzt, Zoologe, Arzt und Hochschullehrer Begründer der tierärztlichen Röntgenkunde, Gründer und erster Präsident der Deutschen Röntgen-Gesellschaft, v. Corps Teutonia Berlin
- Richard Klett (1867–1948), Tierarzt, Professor der gerichtlichen Tierheilkunde und Parasitologie, Direktor der inneren Klinik der Tierärztlichen Hochschule Stuttgart, n. Corps Teutonia Berlin
- Kurt von Klüfer (1869–1941), Offizier, Polizeioffizier und Militärschriftsteller
- Edwin Lehnert (1884–1968), Tierarzt, Bakteriologe, Professor, Leiter des Veterinär-bakteriologischen Staatsinstituts in Stockholm, v. Corps Teutonia Berlin
- Karl Nieberle (1877–1946), Veterinärmediziner und Hochschullehrer in Leipzig
- Christoph Pante (1878–1960), Tierarzt, Vorsitzender des Vereins Beamteter Tierärzte Preußens, v. Corps Normannia Hannover
- Max Scharre (1867–1955), Journalist und Schriftsteller, Chefredakteur der Saale-Zeitung in Halle, der Münchner Zeitung und der Bayerischen Staatszeitung
- Mathias Schlegel (1865–1940), Veterinär, Professor, Direktor des Tierhygienischen Instituts Freiburg
- Hugo Sohnle (1864–1938), Tierarzt, Professor für Tierheilkunde, Rektor der Landwirtschaftlichen Hochschule Hohenheim
- Alfred Trautmann (1884–1952), Human- und Veterinärmediziner, Professor für Histologie und Embryologie an der Tierärztlichen Hochschule Dresden und der Universität Leipzig, später Leiter des Physiologischen Instituts der Tierärztlichen Hochschule Hannover, deren Rektor 1945–1948, v. Corps Albingia Dresden, n. Corps Hannoverania Hannover
- Otto Uebele (1876–1956), Kaffeeexporteur, deutscher Konsul in Santos
- Gustav von Vaerst (1858–1922), Landestierarzt, Professor für Tierheilkunde, v. Corps Teutonia Berlin, v. Corps Hannoverania Hannover
- Otto Waldmann (1885–1955), Tierseuchenforscher, Professor an der Universität Greifswald und Präsident der Reichsforschungsanstalt Insel Riems, Entdecker des Impfstoffes gegen die Maul- und Klauenseuche, n. Corps Vandalia Königsberg, n. Corps Marchia Greifswald, Corps Irminsul Hamburg
- Heinrich Weiss (* 1942), Unternehmer, Großaktionär und Aufsichtsratsvorsitzender des Industriekonzerns SMS Siemag, Aufsichtsratsmitglied der Deutschen Bahn AG, der DB Mobility Logistics AG, der Thyssen-Bornemisza Group und der Voith AG, Präsident des BDI, v. Corps Frisia Braunschweig
- August Ziegler (1885–1937), Önologe

## Corps Silingia Breslau zu Köln
- Karl Drescher (1864–1928), Professor für Germanistik, wissenschaftlicher Leiter der Kommission zur Herausgabe der Werke Martin Luthers
- Abraham Esau (1884–1955), Professor für Physik an der Universität Jena und der RWTH Aachen, Präsident der Physikalisch-Technischen Reichsanstalt, v. Corps Holsatia Berlin
- Klaus Hänsch (* 1938), Mitglied und Altpräsident des Europaparlaments, Träger des großen Bundesverdienstkreuzes mit Stern und Schulterband und des „Mérite Européen“
- Friedrich Hassbach (1938–2023), Politiker (CDU), Verbandsdirektor des Bauindustrieverbandes Nordrhein-Westfalen und Träger des Bundesverdienstkreuz 1. Klasse
- Gerd Jungkunz (* 1946), deutscher Mediziner für Psychiatrie, Psychotherapie, Neurologie und Geriatrie; emeritierter Professor der medizinischen Fakultät der Julius-Maximilians-Universität Würzburg
- Walther Kohlhase (1908–1993), deutscher Maler, Grafiker und Kunsterzieher; bekannt als „Meister des Holzstichs“; Teilnahme an den Olympischen Kunstwettbewerben 1932 in Los Angeles
- Lutz Mackensen (1901–1992), deutscher Sprachforscher und Lexikograph
- Kurt Priemel (1880–1959), Direktor des Frankfurter Zoos, Träger des Bundesverdienstkreuzes am Bande
- Johann Puppe (1882–1941), Walzwerktechniker
- Willi Sander (1907–1995), Genossenschaftler und Kommunalpolitiker (SPD)
- Otto Ulmer (1890–1946), Landrat in Marienwerder, Direktor der Berliner Verkehrsbetriebe, n. Corps Guestphalia Erlangen, n. Corps Holsatia Berlin
- Viktor Warsitz (1906–1987), deutscher Schauspieler bei Bühne und Fernsehen sowie Theaterregisseur und Bühnenautor
- Max Weidner (1859–1933), Alternativmediziner
- Hans Zehrer (1899–1966), Journalist, Chefredakteur der Zeitung Die Welt, Träger des großen Bundesverdienstkreuzes und Weggefährte von Axel Springer

### Corps Baltia Berlin
- Ernst Holstein (1901–1985), Mediziner, Professor der Humboldt-Universität Berlin, Forscher zur Arbeitshygiene
- Karl Lorenz (1868–1931), Senatspräsident beim Reichsgericht
- Herbert Spruth (1900–1972), Jurist, Genealoge und Pommernforscher, Abteilungsleiter der Kontrollabteilung der Deutschen Verwaltung für Handel und Versorgung, Wirtschafts-Steuerjurist bei der I.G. Farbenindustrie AG, Verfasser der Pommern-Bibliographie
- Bruno Wehnert (1875–1959), Pädagoge, Religions- und Sprachwissenschaftler

### Corps Lugia Breslau
- Reinhard Froehner (1868–1955), Veterinärhistoriker mit über 500 fachhistorischen Aufsätzen, Verfasser der Kulturgeschichte der Tierheilkunde, (Mit-)Gründer des Corps Albingia Dresden (heute: Marko-Guestphalia Aachen)
- Franz Strzelczyk (1880–1955), Philologe, Lyriker, Schriftsteller und Lehrer

### Corps Montania Breslau
- Wilhelm Esser (1878–1932), Eisenhüttenmann, Vorstandsmitglied der Rheinischen Stahlwerke und der Vereinigten Stahlwerke
- Paul Faber (1880–1951), Metallurg, Industriemanager und spielte eine wichtige Rolle in der Geschichte der französischen Stahlindustrie in der ersten Hälfte des 20. Jahrhunderts, Träger des Chevalier de la Légion d’Honneur
- Ernst Larson (1885–1941), schwedischer Bergbauingenieur, Vorstand in der Eisen- und Stahlindustrie, Kommunalpolitiker
- Konrad Leipelt (1886–1942), deutscher Ingenieur und Manager in der Montanindustrie; Vater der Widerstandskämpfer Hans Konrad Leipelt und Maria Leipelt Bode (Hamburger Zweig der NS-Widerstandsorganisation Weiße Rose)
- Edmund Pakulla (1892–1975), Stahlwerkschef der Deutschen Edelstahlwerke
- Martin Reimann (1902–1978), Eisenhüttenmann, Pionier auf dem Gebiet des Kaltwalzens, Vorstand der Trierer Walzwerk Aktiengesellschaft, 1. Präsident der European Coil Coating Association (ECCA), Gründer und 1. Vorsitzender des Kaltwalzausschusses der Verein Deutscher Eisenhüttenleute
- Otto Schleimer (1876–1957), deutscher Unternehmer, Hüttendirektor und Vorstand in der Eisen- und Stahlindustrie

## Corps Slesvico-Holsatia Hannover
- Gustav-Ludwig Alsen (1836–1868), Zementfabrikant
- Theodor Becker (1840–1928), Bauingenieur und Entomologe
- August Bensen (1825–1907), preußischer Bahnbeamter, Vorsitzender des Königlichen Eisenbahnkommissariats in Berlin
- Max Bielefeldt (1854–1927), Sprengstoffchemiker, Generaldirektor der Westfälisch-Anhaltischen Sprengstoff-Actien-Gesellschaft
- Fritz Boden (1845–1920), Wasserbauingenieur, Architekt des Nord-Ostsee-Kanals
- Carl August Buchholz (1837–1914), Schießpulver-Fabrikant
- Carl Emil Buchholz (1865–1932), Schießpulver- und Sprengstoff-Fabrikant
- Georg Dinklage (1849–1926), Architekt und Baubeamter
- Carl Eduard Dippell (1855–1912), finnischer Architekt
- Carl-Friedrich Fischer (1909–2001), Hamburger Architekt
- Traugott Samuel Franke (1804–1863), Professor für Mathematik, Zweiter Direktor der Polytechnischen Schule Hannover
- Ernst Grahn (1836–1906), Wasserbauingenieur, Pionier der Trinkwasserversorgung deutscher Städte im 19. Jahrhundert
- Wilhelm Hauers (1836–1905), Architekt, Mitbegründer der Niedersächsischen Bauhütte und Hamburger Bauhütte
- Wilhelm Hoyer (1854–1932), Ingenieur, Professor für praktische Geologie, praktische Paläontologie und Bauingenieurwesen an der Technischen Hochschule Hannover, n. Corps Stauffia Stuttgart
- Ludwig Kittel (1869–1946), ostfriesischer Landschaftsmaler
- Fritz Klawitter (1866–1942), Schiffbauingenieur, Werftbesitzer in Danzig, n. Corps Borussia Danzig
- Wilhelm Middeldorf (1858–1911), Wasserbauingenieur, Wegbereiter der Emscherregulierung
- Christian Otto Mohr (1835–1918), Ingenieur und Baustatiker, Professor für Technische Mechanik, Trassieren und Erdbauan an der Polytechnischen Schule Stuttgart, Professor für Straßen-, Wasser- und Eisenbahnbau sowie Festigkeitslehre, später für Technische Mechanik und Festigkeitslehre an der Polytechnischen Schule Dresden respektive der Technischen Hochschule Dresden, Namensgeber für die Mohr'sche Analogie, den Mohr'sche Spannungskreis und den Mohr'sche Trägheitskreis, Stifter des Corps
- Carl von Münstermann (1843–1930), Meliorationsbaubeamter, Hochschullehrer der Kulturtechnik an der Landwirtschaftlichen Hochschule Berlin
- Johannes Otzen (1839–1911), Architekt, Professor für Architektur an der Technischen Hochschule Berlin-Charlottenburg, Präsident der Königlichen Akademie der Künste zu Berlin
- Hans Reckleben (1864–1920), Chemiker, königlich sächsischer Hofrat
- Hugo von Reiche (1839–1883), Maschinenbauingenieur, Professor für Dampfmaschinenbau an der RWTH Aachen
- Peter Rickmers (1838–1902), Bremerhavener Werftbesitzer, Reeder und Reiskaufmann
- Moritz Rühlmann (1811–1896), Professor für Mathematik und Maschinenlehre an der Polytechnischen Schule Hannover, Begründer der mechanischen Technologie, Ehrenbürger der Stadt Hannover, n. Corps Saxonia Hannover
- Gustav Schmaltz (1884–1959), Unternehmer, Materialwissenschaftler, Physiologe und Psychotherapeut, Professor an der Technischen Hochschule Hannover und der Universität zu Frankfurt am Main
- Werner Schuch (1843–1918), Architekt, Professor der Baukunst an der Technischen Hochschule Hannover, Historien-, Schlachten- und Landschaftsmaler
- Oskar Schwartz (1886–1943), Generalmajor
- Max Stegemann (1831–1872), Professor für Mathematik an der Polytechnischen Schule Hannover
- Victor Tetens (1841–1909), Königlicher Oberhofbaurat, Direktor der Königlichen Schlossbaukommission in Preußen
- Wolfgang Triebel (1900–2002), Gründer des Instituts für Bauforschung in Hannover, Honorarprofessor der Bauforschung der TU Hannover, n. Corps Saxonia-Berlin
- Hermann Vering (1846–1922), Bauunternehmer, Pionier des Verkehrswegebaus im 19. Jahrhundert
- Albert Winkler (1854–1901), Altonaer Architekt, Vertreter der Hannoverschen Schule
- Otto Wöhlecke (1872–1920), Architekt, Vertreter der Hamburger Reformarchitektur

## Corps Stauffia Stuttgart
- Wilhelm Bäumer (1829–1895), deutscher Architekt und Bauhistoriker, Zeichenlehrer und Privatdozent an der Universität Straßburg, Stifter des Corps
- Louis Braun (1836–1916), Historienmaler, Professor an der Akademie der Bildenden Künste München
- Fritz August Breuhaus de Groot (1883–1960), Architekt, Innenarchitekt und Designer mit Hauptwerken in Deutschland und der Schweiz
- Gottlieb Daimler (1834–1900), Ingenieur und Fahrzeugbaupionier
- August Esenwein (1856–1926), Architekt in Buffalo, New York
- Max Eyth (1836–1906), Ingenieur und Schriftsteller, Mitgründer und erster geschäftsführender Direktor der Deutschen Landwirtschaftsgesellschaft (n. Corps Rheinpreußen Bonn)
- Hans Frey (1873–1947), Oberstdivisionär der Schweizer Armee
- Walter Haenel (1862–1928), Ingenieur, Generaldirektor der Hasper Eisen- und Stahlwerk AG, Aufsichtsrat der Klöckner Werke, v. Corps Teutonia-Hercynia Braunschweig
- Friedrich W. Hehl (* 1937), Professor für theoretische Physik, n. Corps Germania Hohenheim
- Hugo Henkel (1881–1952), Chemiker und Industrieller, Erfinder des Waschmittels Persil
- Erwin Hildt (1851–1917), Gründer des Justinus-Kerner-Vereins, Hüter der Burgruine Weibertreu, Ehrenbürger der Stadt Weinsberg
- Emil Holz (1840–1915), Eisenhüttenmann, Generaldirektor der Witkowitzer Eisenwerke
- Franz Honcamp (1875–1934), Chemiker, Professor der Agrikulturchemie und Rektor der Universität Rostock, v. Corps Saxonia-Berlin
- Wilhelm Hoyer (1854–1932), Ingenieur, Professor für praktische Geologie, praktische Paläontologie und Bauingenieurwesen an der Technischen Hochschule Hannover, v. Corps Slesvico-Holsatia
- Bernhard Kapp (1921–2014), Werkzeugmaschinenfabrikant
- Paul Klunzinger (1828–1919), Eisenbahn- und Wasserbauingenieur, Stifter des Corps
- Otto Kunz (1872–1959), Kölner Industrieller, Fabrikant feuerfester Erzeugnisse Aufsichtsrat der Köln-Düsseldorfer Versicherung AG
- Wilhelm Landmann (1869–1945), Sprengstoff-Chemiker, Generaldirektor der Westfälisch-Anhaltischen Sprengstoff AG (WASAG)
- Alfred Laubi (1846–1909), Schweizer Eisenbahningenieur, v. Corps Helvetia Zürich
- Karl von Leibbrand (1839–1898), Präsident der Ministerialabteilung für Straßen- und Wasserbau des Königreichs Württemberg
- Karl Mezger (1876–1914), Eisenbahningenieur, Kaiserlicher Bezirksamtmann in Togo
- Paul Pacher von Theinburg (1832–1906), österreichischer Industrieller und Politiker
- Ludwig Paffendorf (1872–1949), Kölner Architekt und Kunstgewerbler, v. Corps Saxonia-Berlin
- Eduard Paulus (1837–1907), Kulturhistoriker und prähistorischer Archäologe, württembergischer Landeskonservator, Vorstand der Staatssammlung der Kunst- und Altertumsdenkmäler in Stuttgart, Archäologe der Limesforschung und der Ausgrabung der keltischen Heuneburg
- Walter Pfeiffer (1891–1971), Fabrikant, Besitzers des Ohler Eisenwerkes
- Paul Reißer (1843–1927), Pionier der Elektrotechnik
- Hermann Reissner (1909–1996), Flugzeugbauingenieur der Junkers Flugzeug- und Motorenwerke in Dessau, Stahlhandelsunternehmer, Errichter der Hermann-Reissner-Stiftung zur Förderung der wissenschaftlichen Lehre und Bildung in der Luft- und Raumfahrttechnik
- Reinhard Röpke (1930–1993), Ingenieur, Unternehmer, persönlich haftender Gesellschafter der Hella KGaA Hueck & Co
- Friedrich Rösch (1832–1923), Realschulprofessor, Pionier des Feuerwehrwesens in Westungarn
- Friedrich von Schaal (1842–1909), Eisenbahn- und Wasserbauingenieur, württembergischer Baubeamter
- Hermann von Schmoller (1840–1914), Eisenbahningenieur, württembergischer Baubeamter
- Hugo Schoellkopf (1862–1928), US-amerikanischer Unternehmer, Pionier der amerikanischen Teerfarben-Industrie, Anteilseigner der Kraftwerke der Niagara-Fälle
- Jacob Frederick Schoellkopf junior (1858–1942), US-amerikanischer Chemiker und Unternehmer, Pionier der amerikanischen Teerfarbenindustrie, maßgeblicher Anteilseigner für den Ausbau der Kraftwerke der Niagara-Fälle
- Carl Schumann (1827–1898), Architekt in Wien, Stifter des Corps
- Konrad von Steiger (1862–1944), Schweizer Architekt, Berner Kantonsbaumeister, n. Corps Franconia Karlsruhe
- Heinrich Straub (1838–1876), württembergischer Metallwarenfabrikant
- Knut Urban (* 1941), Physiker, Professor der Experimentalphysik an der RWTH Aachen, Direktor des Instituts für Mikrostrukturforschung im Forschungszentrum Jülich, Präsident der Deutschen Physikalischen Gesellschaft
- Friedrich Voith (1840–1913), Ingenieur, Maschinenfabrikant, Kommerzienrat, Inhaber der Firma J. M. Voith
- Walther Voith (1874–1947), Ingenieur, Unternehmer, Mitinhaber der Firma J. M. Voith
- Heinrich Wagner (1834–1897), Architekt und Architekturhistoriker, Professor für aukunst an der Technischen Hochschule Darmstadt
- Julius Weiler (1850–1904), Chemiker und Industrieller, Gründer der Chemische Fabriken, vorm. Weiler-ter Meer und der Waggonfabrik Uerdingen
- Günther Woermann (1900–1967), Ingenieur, Manager der Maschinen- und Schiffbauindustrie und Metallwarenfabrikant, n. Corps Baltica-Borussia
- Erhard Wolff (1880–1965), rumänischer Industrieller
- Claas Christian Wuttke (* 1969), Maschinenbauingenieur, Professor an der Hochschule Karlsruhe – Technik und Wirtschaft
- Alexandros Zannas (1892–1963), erster Luftfahrtminister Griechenlands

## Corps Suevo-Guestphalia München
- Paul Dierichs (1901–1996), Zeitungsverleger und Kunstmäzen, v. Corps Montania Clausthal
- Claude Dornier (1884–1969), deutscher Flugzeugkonstrukteur
- Hanskarl Englert (1913–1995), Tierarzt, Leiter des Tierhygienischen Instituts in Freiburg, Professor für Hygiene und Zoonosen, n. Corps Normannia Hannover
- Anton Fehr (1881–1954), Professor für Milchwirtschaft an der Technischen Hochschule München, Reichsminister für Landwirtschaft
- Walter Friedrich (1883–1968), Biophysiker
- Dietmar Harting (* 1939), persönlich haftender Gesellschafter der Harting Technologiegruppe, Präsident des Deutschen Instituts für Normung, n. Corps Normannia Hannover
- Herbert Kessler (1918–2002), Rechtsanwalt, Philosoph und Schriftsteller, Gründer und Vorsitzender der Humboldt-Gesellschaft
- Klaus Mangold (* 1943), Unternehmer
- Otto Rasenack (1899–1976), Tierarzt, Schlachthofexperte, v. Corps Franconia Berlin, v. Corps Normannia Hannover
- Walter Spindler (* 1954), Generalmajor des Heeres der Bundeswehr
- Horst Wardemann (1930–2006), Wasserbauingenieur, Professor an der GH Paderborn

### Corps Guestphalia München
- Xaver Mayer (1881–1942), Generaldirektor der Großkraftwerk Stettin AG, Stadtrat in Stettin

### Corps Suevo-Salingia München
- Alfred Beck (1889–1957), Veterinärmediziner
- Walter Gmelin (1863–1943), Veterinärmediziner, Professor an der Tierärztlichen Hochschule Stuttgart und Universität Tübingen, Leiter des Veterinärwesens in Deutsch-Südwestafrika
- Walter Mahlberg (1884–1935), Wirtschaftswissenschaftler
- Robert von Ostertag (1864–1940), Veterinärmediziner, Hochschullehrer in Stuttgart und Berlin
- Kurt Neumann-Kleinpaul (1882–1958), Veterinärmediziner, Professor der Tierheilkunde, Direktor der Poliklinik, später der Inneren Veterinärmedizinischen Klinik und Rektor der Tierärztlichen Hochschule Berlin, v. Corps Franconia Berlin
- Wilhelm Pfeiffer (1867–1959), Veterinärchirurg, Professor für Veterinärmedizin und Leiter der Medizinischen Veterinärklinik der Universität Gießen, v. Corps Franconia Berlin
- Valentin Stang (1876–1944), Professor für Tierzucht und Tierfütterungslehre, Hochschullehrer in Berlin, Präsident des Deutschen Veterinärrats, n. Corps Normannia Hannover
- August Stockelmann (1900–1945), Tierarzt, Landrat des Landkreises Schönberg, v. Corps Normannia Hannover
- Max von Sussdorf (1855–1945), Veterinärmediziner, Rektor der Tierärztlichen Hochschule Stuttgart
- Hans Wehrs (1885–1953), Landestierarzt der Freien und Hansestadt Hamburg, v. Corps Normannia Hannover

## Corps Teutonia Dresden
- Karl Berling (1857–1940), Kunsthistoriker
- Max Büssing (1872–1934), Industrieller, Ehrensenator der TH Braunschweig, n. Corps Teutonia-Hercynia-Braunschweig
- Alexander Gutbier (1876–1926), Professor für Chemie an der Universität Erlangen, für Elektrochemie und Chemische Technologie an der Technischen Hochschule Stuttgart und für Chemie der Universität Jena, Rektor der Technischen Hochschule Stuttgart und der Universität Jena
- Wilhelm Lax (1874–1955), Vorstandsmitglied und technischer Direktor der Chemischen Fabrik v. Heyden
- Kurt Neumann (1879–1953), Motorenbauer, Professor für Wärmewirtschaft und Sondergebiete des Maschinenwesens an der Technischen Hochschule Dresden, Professor für Technische Wärmelehre, Verbrennungs- und Kältemaschinen an der Technischen Hochschule Hannover
- Otto Perutz (1847–1922), Chemiker, Gründer der Perutz-Photowerke
- Ernst Rentsch (1876–1952), Architekt des Neuen Bauens
- Ernst Roeder (1862–1897), Schriftsteller und Journalist, Herausgeber der Corpsstudentischen Monatsblätter
- Richard Rühlmann (1846–1908), Mathematiker und Physiker, Mitglied der II. Kammer der Ständeversammlung des Königreichs Sachsen

## Corps Teutonia Hannover
- Gerrit van Delden (1842–1925), Chemiker und Textilindustrieller, n. Corps Saxonia Hannover
- Ernst Häseler (1844–1911), Bauingenieur, Professor an der Technischen Hochschule Braunschweig
- Ferdinand Ludolf (1846–1906), Architekt

## Corps Teutonia Stuttgart
- Rudolf Bender (* 1860; † nach 1941), preußischer Baubeamter und Politiker
- Max von Duttenhofer (1843–1903), Industrieller, Eigentümer der Pulverfabrik Rottweil, Erfinder des rauchfreien Schießpulvers, Aufsichtsratsvorsitzender der Daimler-Motoren-Gesellschaft
- Kurt Herberts (1901–1989), Unternehmer
- Wilhelm Hertz (1835–1902), Dichter und Germanist, Professor an der Universität München, n. Corps Franconia Tübingen (KSCV)
- Carl Emanuel Knorr (1881–1952), Vorstand der C. H. Knorr AG, Nahrungsmittelfabriken
- Adolf von Kröner (1836–1911), Verleger und Vorsitzender des Börsenvereins der Deutschen Buchhändler
- Eberhard von Kuenheim (* 1928), Manager, von 1970 bis 1993 Vorstandsvorsitzender der BMW AG
- Wilhelm Friedrich Laur (1858–1934), Architekt und erster Landeskonservator für Hohenzollern
- Hugo Schlösser (1874–1967), Architekt
- Edmund Steinacker (1839–1929), ungarischer Industriefunktionär, Publizist und Politiker, siebenbürgischer Abgeordneter zum ungarischen Reichstag
- Carl Hugo Steinmüller (1872–1959), Unternehmer, Dampfkesselfabrikant, Aufsichtsratsvorsitzender der Dampfkessel- und Maschinenfabrik L. & C. Steinmüller GmbH, Ehrenbürger der Stadt Gummersbach

## Corps Teutonia-Hercynia Braunschweig
- Heinrich Beckurts (1855–1929), Chemiker, Professor für Pharmazeutische und Angewandte Chemie an der Technischen Hochschule Braunschweig, Pionier auf den Gebieten der Analytik, Lebensmittelchemie, Alkaloidchemie und Toxikologie
- Heinrich Büssing (1843–1929), Erfinder und Industrieller, Ehrensenator der TH Braunschweig
- Max Büssing (1872–1934), Industrieller, Ehrensenator der TH Braunschweig, v. Corps Teutonia Dresden
- Klaus DeParade (1938–2012), Energiemanager, Vorsitzender des Weinheimer Verbandes Alter Corpsstudenten, n. Corps Alemannia-Thuringia
- Walter Haenel (1862–1928), Ingenieur, Generaldirektor der Hasper Eisen- und Stahlwerk AG, Aufsichtsrat der Klöckner Werke, n. Corps Stauffia Stuttgart
- Kurt Hassebrauk (1901–1983), Phytomediziner
- Robert Haul (1912–2000), Professor für Physikalische Chemie an den Universitäten Bonn und Hannover
- Felix Hoesch (1866–1933), Gutsbesitzer, Mitglied des Reichstags, Mitglied des Preußischen Abgeordnetenhauses
- Hans-Joachim Kanold (1914–2012), Mathematiker, Professor für Zahlentheorie an der Technischen Universität Braunschweig
- Florus Kertscher (1892–1966), Agrarwissenschaftler
- Reinhold Krohn (1852–1932), Ingenieur, Professor für Brückenbau an der RWTH Aachen und TH Danzig, Rektor der TH Danzig, Leiter der Brückenbauanstalt Sterkrade der Gutehoffnungshütte, Mitglied des Preußischen Herrenhauses, Geheimer Regierungsrat, v. Corps Frisia Karlsruhe, n. Corps Baltica Danzig
- Wolfgang Leidenfrost (1919–2007), Professor für Thermodynamik und Wärmeübergang an der Purdue Univer
- Rolf Ocken (* 1939), Generalmajor außer Dienst des Heeres der Bundeswehr
- Carl August Rojahn (1889–1938), Professor der pharmazeutischen Chemie und Nahrungsmittelchemie an der Universität Halle
- Martin Schirmer (1887–1963), Professor für Bautechnik und Kulturtechnik an der Universität Bonn
- Otto Schott (1851–1935), Chemiker und Glastechniker, Industrieller, Erfinder des feuerfesten Jenaer Glases
- Franz Seldte (1882–1947), Gründer des Stahlhelm, Bund der Frontsoldaten, Reichsarbeitsminister
- Otto Friedrich Weinlig (1867–1932), Industrieller, Vorstand der Dillinger Hütte, v. Corps Alemannia Hannover
- Hans Weisbrod (* 1902), Gummiwarenfabrikant

### Corps Hercynia Braunschweig
- Wilhelm Blasius (1845–1912), deutscher Ornithologe, Geheimer Hofrat, Professor für Zoologie und Botanik an der Technischen Hochschule Braunschweig

### Corps Teutonia Braunschweig
- Max Alvary (1851–1898), Opernsänger
- Eduard Linse (1848–1902), Aachener Architekt des Historismus

## Corps Thuringia Heidelberg
- Rudolf Desch (1911–1997), Komponist
- Walther Kühn (1892–1962), Politiker
- Ernst Lewek (1893–1953), Pfarrer, NS-Verfolgter, Mitglied der Volkskammer der DDR
- Arthur Mämpel (1906–1988), Historiker und Dramaturg
- Friedemann Quaß (* 1941), Althistoriker
- Frank Sürmann (* 1962), Rechtsanwalt, Politiker, Abgeordneter zum Hessischen Landtag (2009–2013)

## Corps Vitruvia München
- Hermann Berg (1905–1982), Mediziner, Möbelfabrikant, MdB
- Ignaz Bischoff (1856–1917), Leiter des Triangulierungsreferats des bayerischen Vermessungsamts, Professor für Geodäsie und Ingenieurwissenschaften
- Friedrich Carstanjen (1864–1925), Privatgelehrter, Kunsthistoriker
- Rudolf Erdmenger (1911–1991), Hochviskos–Verfahrenstechniker, Erfinder des dichtkämmenden Doppelschneckenextruders
- Horst Euler (1910–1980), Opernsänger (Tenor) und Gesangslehrer
- Albert Findeiß (1885–1917), Alpinist
- Friedrich von Förderreuther (1852–1929), Eisenbahningenieur, Ministerialrat im Bayerischen Staatsministerium für Verkehrsangelegenheiten, Förderer des Ausbaus der Bayerischen Staatsbahnen
- Rudolf Gallois (1894–1979), österreichischer Maschinenbauingenieur und Verbandsfunktionär
- Heinrich Göringer (1843–1926), bayerischer Generalstabschef, Brigadekommandeur, Generalleutnant
- Julius Groeschel (1859–1924), Architekt, Hofbaumeister, Ministerialrat im Reichsverkehrsministerium, Kunsthistoriker
- Karl Harlander (1861–1936), bayerischer Generalleutnant
- Ludwig Hermann (1882–1938), Chemiker und Unternehmer
- Julius Kohl (1884–nach 1936), Vorstand der Aktiengesellschaft für chemische Produkte vormals H. Scheidemandel
- Adolf Küppersbusch (1901–1971), Industrieller, Küchengerätefabrikant
- Paul Kunze (1897–1986), Professor für Experimentalphysik, Entdecker des Myons
- Friedrich Larouette (1884–1947), Pfälzer Architekt
- Theodor Lechner (1852–1932), Ingenieur und Eisenbahnunternehmer
- Valentin Litz (1879–1950), Lokomotivkonstrukteur, Leiter der Borsig-Lokfabrik Hennigsdorf
- Friedrich Löwel (1849–1914), Architekt, Leiter des städtischen Bauwesens in München
- Georg Lotter (1878–1949), Ingenieur
- Wilhelm Manchot (1869–1945), Professor für Anorganische Chemie
- Willy Manchot (1907–1985), Oleochemiker, Mitglied der Geschäftsführung und Vorsitzender des Verwaltungsrats des Henkel-Konzerns
- Bernhard Pierburg (1869–1942), Industrieller, Vergaserfabrikant
- Walter Pierburg (1896–1937), Industrieller, Gießereibesitzer
- Eduard von Reuter (1855–1942), Ministerialdirigent, Vorstand der Zentralstelle des bayerischen Bauwesens, bayerischer Staatsrat
- Alexander Rodenstock (1883–1953), Brillenfabrikant
- Max Rohrer (1887–1966), Alpinist, Schriftsteller
- Ernst Rosenthal (1890–1969), Porzellanindustrieller
- Hans Schäfer (1910–1980), Jurist, Staatssekretär, Präsident des Bundesrechnungshofes
- Friedrich Schaarschmidt (1892–1983), Vorstandsmitglied und Generaldirektor der E. Gundlach AG, Verpackungsfabrikant in Bielefeld, Präsident des Verbands der Versand-Kartonagen e. V. und der Association Européenne des Fabricants de Caisses en Carton Compact
- Hans-Jürgen Schinzler (* 1940), deutscher Manager und ehemaliger Vorstandsvorsitzender und Aufsichtsratsvorsitzender der Munich Re
- Albert Schuchardt (1855–1928), bayerischer Generalleutnant
- Heinrich Soffel (* 1936), Geophysiker
- Karl Spatz (1845–1907), Architekt der Neorenaissance, Gründungsdirektor der Pfalzgalerie Kaiserslautern
- Adalbert Stengler (1850–1910), Wasserbauingenieur, Pionier der Wildbachverbauung im Allgäu
- Wilhelm Tafel (1868–1931), Fabrikbesitzer, Professor für Hüttenmaschinen- und Walzwerkkunde, Rektor der Technischen Hochschule Breslau
- Wulf Thommel (1940–2013), Jurist im Ministerialdienst, Generalsekretär der Akademie der Wissenschaften und der Literatur, Vorstandsvorsitzender der Humboldt-Gesellschaft
- Richard Vater (1865–1919), Professor für Maschinenlehre
- Wilhelm Wittmann (1845–1899), Architekt, Professor für Baukonstruktion